# Finale di due cavalli
|   | a | b | c | d | e | f | g | h |   |
| 8 | g7 re del nero · d6 cavallo del bianco · f4 pedone del nero · b3 re del bianco · d2 cavallo del bianco | g7 re del nero · d6 cavallo del bianco · f4 pedone del nero · b3 re del bianco · d2 cavallo del bianco | g7 re del nero · d6 cavallo del bianco · f4 pedone del nero · b3 re del bianco · d2 cavallo del bianco | g7 re del nero · d6 cavallo del bianco · f4 pedone del nero · b3 re del bianco · d2 cavallo del bianco | g7 re del nero · d6 cavallo del bianco · f4 pedone del nero · b3 re del bianco · d2 cavallo del bianco | g7 re del nero · d6 cavallo del bianco · f4 pedone del nero · b3 re del bianco · d2 cavallo del bianco | g7 re del nero · d6 cavallo del bianco · f4 pedone del nero · b3 re del bianco · d2 cavallo del bianco | g7 re del nero · d6 cavallo del bianco · f4 pedone del nero · b3 re del bianco · d2 cavallo del bianco | 8 |
| 7 | g7 re del nero · d6 cavallo del bianco · f4 pedone del nero · b3 re del bianco · d2 cavallo del bianco | g7 re del nero · d6 cavallo del bianco · f4 pedone del nero · b3 re del bianco · d2 cavallo del bianco | g7 re del nero · d6 cavallo del bianco · f4 pedone del nero · b3 re del bianco · d2 cavallo del bianco | g7 re del nero · d6 cavallo del bianco · f4 pedone del nero · b3 re del bianco · d2 cavallo del bianco | g7 re del nero · d6 cavallo del bianco · f4 pedone del nero · b3 re del bianco · d2 cavallo del bianco | g7 re del nero · d6 cavallo del bianco · f4 pedone del nero · b3 re del bianco · d2 cavallo del bianco | g7 re del nero · d6 cavallo del bianco · f4 pedone del nero · b3 re del bianco · d2 cavallo del bianco | g7 re del nero · d6 cavallo del bianco · f4 pedone del nero · b3 re del bianco · d2 cavallo del bianco | 7 |
| 6 | g7 re del nero · d6 cavallo del bianco · f4 pedone del nero · b3 re del bianco · d2 cavallo del bianco | g7 re del nero · d6 cavallo del bianco · f4 pedone del nero · b3 re del bianco · d2 cavallo del bianco | g7 re del nero · d6 cavallo del bianco · f4 pedone del nero · b3 re del bianco · d2 cavallo del bianco | g7 re del nero · d6 cavallo del bianco · f4 pedone del nero · b3 re del bianco · d2 cavallo del bianco | g7 re del nero · d6 cavallo del bianco · f4 pedone del nero · b3 re del bianco · d2 cavallo del bianco | g7 re del nero · d6 cavallo del bianco · f4 pedone del nero · b3 re del bianco · d2 cavallo del bianco | g7 re del nero · d6 cavallo del bianco · f4 pedone del nero · b3 re del bianco · d2 cavallo del bianco | g7 re del nero · d6 cavallo del bianco · f4 pedone del nero · b3 re del bianco · d2 cavallo del bianco | 6 |
| 5 | g7 re del nero · d6 cavallo del bianco · f4 pedone del nero · b3 re del bianco · d2 cavallo del bianco | g7 re del nero · d6 cavallo del bianco · f4 pedone del nero · b3 re del bianco · d2 cavallo del bianco | g7 re del nero · d6 cavallo del bianco · f4 pedone del nero · b3 re del bianco · d2 cavallo del bianco | g7 re del nero · d6 cavallo del bianco · f4 pedone del nero · b3 re del bianco · d2 cavallo del bianco | g7 re del nero · d6 cavallo del bianco · f4 pedone del nero · b3 re del bianco · d2 cavallo del bianco | g7 re del nero · d6 cavallo del bianco · f4 pedone del nero · b3 re del bianco · d2 cavallo del bianco | g7 re del nero · d6 cavallo del bianco · f4 pedone del nero · b3 re del bianco · d2 cavallo del bianco | g7 re del nero · d6 cavallo del bianco · f4 pedone del nero · b3 re del bianco · d2 cavallo del bianco | 5 |
| 4 | g7 re del nero · d6 cavallo del bianco · f4 pedone del nero · b3 re del bianco · d2 cavallo del bianco | g7 re del nero · d6 cavallo del bianco · f4 pedone del nero · b3 re del bianco · d2 cavallo del bianco | g7 re del nero · d6 cavallo del bianco · f4 pedone del nero · b3 re del bianco · d2 cavallo del bianco | g7 re del nero · d6 cavallo del bianco · f4 pedone del nero · b3 re del bianco · d2 cavallo del bianco | g7 re del nero · d6 cavallo del bianco · f4 pedone del nero · b3 re del bianco · d2 cavallo del bianco | g7 re del nero · d6 cavallo del bianco · f4 pedone del nero · b3 re del bianco · d2 cavallo del bianco | g7 re del nero · d6 cavallo del bianco · f4 pedone del nero · b3 re del bianco · d2 cavallo del bianco | g7 re del nero · d6 cavallo del bianco · f4 pedone del nero · b3 re del bianco · d2 cavallo del bianco | 4 |
| 3 | g7 re del nero · d6 cavallo del bianco · f4 pedone del nero · b3 re del bianco · d2 cavallo del bianco | g7 re del nero · d6 cavallo del bianco · f4 pedone del nero · b3 re del bianco · d2 cavallo del bianco | g7 re del nero · d6 cavallo del bianco · f4 pedone del nero · b3 re del bianco · d2 cavallo del bianco | g7 re del nero · d6 cavallo del bianco · f4 pedone del nero · b3 re del bianco · d2 cavallo del bianco | g7 re del nero · d6 cavallo del bianco · f4 pedone del nero · b3 re del bianco · d2 cavallo del bianco | g7 re del nero · d6 cavallo del bianco · f4 pedone del nero · b3 re del bianco · d2 cavallo del bianco | g7 re del nero · d6 cavallo del bianco · f4 pedone del nero · b3 re del bianco · d2 cavallo del bianco | g7 re del nero · d6 cavallo del bianco · f4 pedone del nero · b3 re del bianco · d2 cavallo del bianco | 3 |
| 2 | g7 re del nero · d6 cavallo del bianco · f4 pedone del nero · b3 re del bianco · d2 cavallo del bianco | g7 re del nero · d6 cavallo del bianco · f4 pedone del nero · b3 re del bianco · d2 cavallo del bianco | g7 re del nero · d6 cavallo del bianco · f4 pedone del nero · b3 re del bianco · d2 cavallo del bianco | g7 re del nero · d6 cavallo del bianco · f4 pedone del nero · b3 re del bianco · d2 cavallo del bianco | g7 re del nero · d6 cavallo del bianco · f4 pedone del nero · b3 re del bianco · d2 cavallo del bianco | g7 re del nero · d6 cavallo del bianco · f4 pedone del nero · b3 re del bianco · d2 cavallo del bianco | g7 re del nero · d6 cavallo del bianco · f4 pedone del nero · b3 re del bianco · d2 cavallo del bianco | g7 re del nero · d6 cavallo del bianco · f4 pedone del nero · b3 re del bianco · d2 cavallo del bianco | 2 |
| 1 | g7 re del nero · d6 cavallo del bianco · f4 pedone del nero · b3 re del bianco · d2 cavallo del bianco | g7 re del nero · d6 cavallo del bianco · f4 pedone del nero · b3 re del bianco · d2 cavallo del bianco | g7 re del nero · d6 cavallo del bianco · f4 pedone del nero · b3 re del bianco · d2 cavallo del bianco | g7 re del nero · d6 cavallo del bianco · f4 pedone del nero · b3 re del bianco · d2 cavallo del bianco | g7 re del nero · d6 cavallo del bianco · f4 pedone del nero · b3 re del bianco · d2 cavallo del bianco | g7 re del nero · d6 cavallo del bianco · f4 pedone del nero · b3 re del bianco · d2 cavallo del bianco | g7 re del nero · d6 cavallo del bianco · f4 pedone del nero · b3 re del bianco · d2 cavallo del bianco | g7 re del nero · d6 cavallo del bianco · f4 pedone del nero · b3 re del bianco · d2 cavallo del bianco | 1 |
|   | a | b | c | d | e | f | g | h |   |

Negli scacchi, un finale di due cavalli è un finale in cui gli unici pezzi presenti sono i due re, due cavalli (dello stesso colore) ed eventualmente alcuni pedoni.
Al contrario degli altri finali con due pezzi leggeri contro re (due alfieri oppure alfiere e cavallo contro re), due cavalli non possono forzare lo scacco matto, ma solamente lo stallo, rendendo quindi impossibile, a gioco corretto, la vittoria. Una particolarità di questo finale è tuttavia che se il giocatore in difesa ha un pedone questo complica la sua difesa, rendendo a volte la posizione persa. Questa situazione è stata studiata estensivamente da Aleksej Troickij, il quale ha scoperto le condizioni in cui la vittoria è possibile.

## Due cavalli contro re
|   | a                                                                                 | b                                                                                 | c                                                                                 | d                                                                                 | e                                                                                 | f                                                                                 | g                                                                                 | h                                                                                 |   |
| 8 | b3 re del bianco · c2 cavallo del bianco · d2 cavallo del bianco · a1 re del nero | b3 re del bianco · c2 cavallo del bianco · d2 cavallo del bianco · a1 re del nero | b3 re del bianco · c2 cavallo del bianco · d2 cavallo del bianco · a1 re del nero | b3 re del bianco · c2 cavallo del bianco · d2 cavallo del bianco · a1 re del nero | b3 re del bianco · c2 cavallo del bianco · d2 cavallo del bianco · a1 re del nero | b3 re del bianco · c2 cavallo del bianco · d2 cavallo del bianco · a1 re del nero | b3 re del bianco · c2 cavallo del bianco · d2 cavallo del bianco · a1 re del nero | b3 re del bianco · c2 cavallo del bianco · d2 cavallo del bianco · a1 re del nero | 8 |
| 7 | b3 re del bianco · c2 cavallo del bianco · d2 cavallo del bianco · a1 re del nero | b3 re del bianco · c2 cavallo del bianco · d2 cavallo del bianco · a1 re del nero | b3 re del bianco · c2 cavallo del bianco · d2 cavallo del bianco · a1 re del nero | b3 re del bianco · c2 cavallo del bianco · d2 cavallo del bianco · a1 re del nero | b3 re del bianco · c2 cavallo del bianco · d2 cavallo del bianco · a1 re del nero | b3 re del bianco · c2 cavallo del bianco · d2 cavallo del bianco · a1 re del nero | b3 re del bianco · c2 cavallo del bianco · d2 cavallo del bianco · a1 re del nero | b3 re del bianco · c2 cavallo del bianco · d2 cavallo del bianco · a1 re del nero | 7 |
| 6 | b3 re del bianco · c2 cavallo del bianco · d2 cavallo del bianco · a1 re del nero | b3 re del bianco · c2 cavallo del bianco · d2 cavallo del bianco · a1 re del nero | b3 re del bianco · c2 cavallo del bianco · d2 cavallo del bianco · a1 re del nero | b3 re del bianco · c2 cavallo del bianco · d2 cavallo del bianco · a1 re del nero | b3 re del bianco · c2 cavallo del bianco · d2 cavallo del bianco · a1 re del nero | b3 re del bianco · c2 cavallo del bianco · d2 cavallo del bianco · a1 re del nero | b3 re del bianco · c2 cavallo del bianco · d2 cavallo del bianco · a1 re del nero | b3 re del bianco · c2 cavallo del bianco · d2 cavallo del bianco · a1 re del nero | 6 |
| 5 | b3 re del bianco · c2 cavallo del bianco · d2 cavallo del bianco · a1 re del nero | b3 re del bianco · c2 cavallo del bianco · d2 cavallo del bianco · a1 re del nero | b3 re del bianco · c2 cavallo del bianco · d2 cavallo del bianco · a1 re del nero | b3 re del bianco · c2 cavallo del bianco · d2 cavallo del bianco · a1 re del nero | b3 re del bianco · c2 cavallo del bianco · d2 cavallo del bianco · a1 re del nero | b3 re del bianco · c2 cavallo del bianco · d2 cavallo del bianco · a1 re del nero | b3 re del bianco · c2 cavallo del bianco · d2 cavallo del bianco · a1 re del nero | b3 re del bianco · c2 cavallo del bianco · d2 cavallo del bianco · a1 re del nero | 5 |
| 4 | b3 re del bianco · c2 cavallo del bianco · d2 cavallo del bianco · a1 re del nero | b3 re del bianco · c2 cavallo del bianco · d2 cavallo del bianco · a1 re del nero | b3 re del bianco · c2 cavallo del bianco · d2 cavallo del bianco · a1 re del nero | b3 re del bianco · c2 cavallo del bianco · d2 cavallo del bianco · a1 re del nero | b3 re del bianco · c2 cavallo del bianco · d2 cavallo del bianco · a1 re del nero | b3 re del bianco · c2 cavallo del bianco · d2 cavallo del bianco · a1 re del nero | b3 re del bianco · c2 cavallo del bianco · d2 cavallo del bianco · a1 re del nero | b3 re del bianco · c2 cavallo del bianco · d2 cavallo del bianco · a1 re del nero | 4 |
| 3 | b3 re del bianco · c2 cavallo del bianco · d2 cavallo del bianco · a1 re del nero | b3 re del bianco · c2 cavallo del bianco · d2 cavallo del bianco · a1 re del nero | b3 re del bianco · c2 cavallo del bianco · d2 cavallo del bianco · a1 re del nero | b3 re del bianco · c2 cavallo del bianco · d2 cavallo del bianco · a1 re del nero | b3 re del bianco · c2 cavallo del bianco · d2 cavallo del bianco · a1 re del nero | b3 re del bianco · c2 cavallo del bianco · d2 cavallo del bianco · a1 re del nero | b3 re del bianco · c2 cavallo del bianco · d2 cavallo del bianco · a1 re del nero | b3 re del bianco · c2 cavallo del bianco · d2 cavallo del bianco · a1 re del nero | 3 |
| 2 | b3 re del bianco · c2 cavallo del bianco · d2 cavallo del bianco · a1 re del nero | b3 re del bianco · c2 cavallo del bianco · d2 cavallo del bianco · a1 re del nero | b3 re del bianco · c2 cavallo del bianco · d2 cavallo del bianco · a1 re del nero | b3 re del bianco · c2 cavallo del bianco · d2 cavallo del bianco · a1 re del nero | b3 re del bianco · c2 cavallo del bianco · d2 cavallo del bianco · a1 re del nero | b3 re del bianco · c2 cavallo del bianco · d2 cavallo del bianco · a1 re del nero | b3 re del bianco · c2 cavallo del bianco · d2 cavallo del bianco · a1 re del nero | b3 re del bianco · c2 cavallo del bianco · d2 cavallo del bianco · a1 re del nero | 2 |
| 1 | b3 re del bianco · c2 cavallo del bianco · d2 cavallo del bianco · a1 re del nero | b3 re del bianco · c2 cavallo del bianco · d2 cavallo del bianco · a1 re del nero | b3 re del bianco · c2 cavallo del bianco · d2 cavallo del bianco · a1 re del nero | b3 re del bianco · c2 cavallo del bianco · d2 cavallo del bianco · a1 re del nero | b3 re del bianco · c2 cavallo del bianco · d2 cavallo del bianco · a1 re del nero | b3 re del bianco · c2 cavallo del bianco · d2 cavallo del bianco · a1 re del nero | b3 re del bianco · c2 cavallo del bianco · d2 cavallo del bianco · a1 re del nero | b3 re del bianco · c2 cavallo del bianco · d2 cavallo del bianco · a1 re del nero | 1 |
|   | a                                                                                 | b                                                                                 | c                                                                                 | d                                                                                 | e                                                                                 | f                                                                                 | g                                                                                 | h                                                                                 |   |

|   | a | b | c | d | e | f | g | h |   |
| 8 | g8 croce nera · h8 re del nero · e7 cavallo del bianco · g7 croce nera · h7 croce nera · f6 re del bianco · g5 cavallo del bianco | g8 croce nera · h8 re del nero · e7 cavallo del bianco · g7 croce nera · h7 croce nera · f6 re del bianco · g5 cavallo del bianco | g8 croce nera · h8 re del nero · e7 cavallo del bianco · g7 croce nera · h7 croce nera · f6 re del bianco · g5 cavallo del bianco | g8 croce nera · h8 re del nero · e7 cavallo del bianco · g7 croce nera · h7 croce nera · f6 re del bianco · g5 cavallo del bianco | g8 croce nera · h8 re del nero · e7 cavallo del bianco · g7 croce nera · h7 croce nera · f6 re del bianco · g5 cavallo del bianco | g8 croce nera · h8 re del nero · e7 cavallo del bianco · g7 croce nera · h7 croce nera · f6 re del bianco · g5 cavallo del bianco | g8 croce nera · h8 re del nero · e7 cavallo del bianco · g7 croce nera · h7 croce nera · f6 re del bianco · g5 cavallo del bianco | g8 croce nera · h8 re del nero · e7 cavallo del bianco · g7 croce nera · h7 croce nera · f6 re del bianco · g5 cavallo del bianco | 8 |
| 7 | g8 croce nera · h8 re del nero · e7 cavallo del bianco · g7 croce nera · h7 croce nera · f6 re del bianco · g5 cavallo del bianco | g8 croce nera · h8 re del nero · e7 cavallo del bianco · g7 croce nera · h7 croce nera · f6 re del bianco · g5 cavallo del bianco | g8 croce nera · h8 re del nero · e7 cavallo del bianco · g7 croce nera · h7 croce nera · f6 re del bianco · g5 cavallo del bianco | g8 croce nera · h8 re del nero · e7 cavallo del bianco · g7 croce nera · h7 croce nera · f6 re del bianco · g5 cavallo del bianco | g8 croce nera · h8 re del nero · e7 cavallo del bianco · g7 croce nera · h7 croce nera · f6 re del bianco · g5 cavallo del bianco | g8 croce nera · h8 re del nero · e7 cavallo del bianco · g7 croce nera · h7 croce nera · f6 re del bianco · g5 cavallo del bianco | g8 croce nera · h8 re del nero · e7 cavallo del bianco · g7 croce nera · h7 croce nera · f6 re del bianco · g5 cavallo del bianco | g8 croce nera · h8 re del nero · e7 cavallo del bianco · g7 croce nera · h7 croce nera · f6 re del bianco · g5 cavallo del bianco | 7 |
| 6 | g8 croce nera · h8 re del nero · e7 cavallo del bianco · g7 croce nera · h7 croce nera · f6 re del bianco · g5 cavallo del bianco | g8 croce nera · h8 re del nero · e7 cavallo del bianco · g7 croce nera · h7 croce nera · f6 re del bianco · g5 cavallo del bianco | g8 croce nera · h8 re del nero · e7 cavallo del bianco · g7 croce nera · h7 croce nera · f6 re del bianco · g5 cavallo del bianco | g8 croce nera · h8 re del nero · e7 cavallo del bianco · g7 croce nera · h7 croce nera · f6 re del bianco · g5 cavallo del bianco | g8 croce nera · h8 re del nero · e7 cavallo del bianco · g7 croce nera · h7 croce nera · f6 re del bianco · g5 cavallo del bianco | g8 croce nera · h8 re del nero · e7 cavallo del bianco · g7 croce nera · h7 croce nera · f6 re del bianco · g5 cavallo del bianco | g8 croce nera · h8 re del nero · e7 cavallo del bianco · g7 croce nera · h7 croce nera · f6 re del bianco · g5 cavallo del bianco | g8 croce nera · h8 re del nero · e7 cavallo del bianco · g7 croce nera · h7 croce nera · f6 re del bianco · g5 cavallo del bianco | 6 |
| 5 | g8 croce nera · h8 re del nero · e7 cavallo del bianco · g7 croce nera · h7 croce nera · f6 re del bianco · g5 cavallo del bianco | g8 croce nera · h8 re del nero · e7 cavallo del bianco · g7 croce nera · h7 croce nera · f6 re del bianco · g5 cavallo del bianco | g8 croce nera · h8 re del nero · e7 cavallo del bianco · g7 croce nera · h7 croce nera · f6 re del bianco · g5 cavallo del bianco | g8 croce nera · h8 re del nero · e7 cavallo del bianco · g7 croce nera · h7 croce nera · f6 re del bianco · g5 cavallo del bianco | g8 croce nera · h8 re del nero · e7 cavallo del bianco · g7 croce nera · h7 croce nera · f6 re del bianco · g5 cavallo del bianco | g8 croce nera · h8 re del nero · e7 cavallo del bianco · g7 croce nera · h7 croce nera · f6 re del bianco · g5 cavallo del bianco | g8 croce nera · h8 re del nero · e7 cavallo del bianco · g7 croce nera · h7 croce nera · f6 re del bianco · g5 cavallo del bianco | g8 croce nera · h8 re del nero · e7 cavallo del bianco · g7 croce nera · h7 croce nera · f6 re del bianco · g5 cavallo del bianco | 5 |
| 4 | g8 croce nera · h8 re del nero · e7 cavallo del bianco · g7 croce nera · h7 croce nera · f6 re del bianco · g5 cavallo del bianco | g8 croce nera · h8 re del nero · e7 cavallo del bianco · g7 croce nera · h7 croce nera · f6 re del bianco · g5 cavallo del bianco | g8 croce nera · h8 re del nero · e7 cavallo del bianco · g7 croce nera · h7 croce nera · f6 re del bianco · g5 cavallo del bianco | g8 croce nera · h8 re del nero · e7 cavallo del bianco · g7 croce nera · h7 croce nera · f6 re del bianco · g5 cavallo del bianco | g8 croce nera · h8 re del nero · e7 cavallo del bianco · g7 croce nera · h7 croce nera · f6 re del bianco · g5 cavallo del bianco | g8 croce nera · h8 re del nero · e7 cavallo del bianco · g7 croce nera · h7 croce nera · f6 re del bianco · g5 cavallo del bianco | g8 croce nera · h8 re del nero · e7 cavallo del bianco · g7 croce nera · h7 croce nera · f6 re del bianco · g5 cavallo del bianco | g8 croce nera · h8 re del nero · e7 cavallo del bianco · g7 croce nera · h7 croce nera · f6 re del bianco · g5 cavallo del bianco | 4 |
| 3 | g8 croce nera · h8 re del nero · e7 cavallo del bianco · g7 croce nera · h7 croce nera · f6 re del bianco · g5 cavallo del bianco | g8 croce nera · h8 re del nero · e7 cavallo del bianco · g7 croce nera · h7 croce nera · f6 re del bianco · g5 cavallo del bianco | g8 croce nera · h8 re del nero · e7 cavallo del bianco · g7 croce nera · h7 croce nera · f6 re del bianco · g5 cavallo del bianco | g8 croce nera · h8 re del nero · e7 cavallo del bianco · g7 croce nera · h7 croce nera · f6 re del bianco · g5 cavallo del bianco | g8 croce nera · h8 re del nero · e7 cavallo del bianco · g7 croce nera · h7 croce nera · f6 re del bianco · g5 cavallo del bianco | g8 croce nera · h8 re del nero · e7 cavallo del bianco · g7 croce nera · h7 croce nera · f6 re del bianco · g5 cavallo del bianco | g8 croce nera · h8 re del nero · e7 cavallo del bianco · g7 croce nera · h7 croce nera · f6 re del bianco · g5 cavallo del bianco | g8 croce nera · h8 re del nero · e7 cavallo del bianco · g7 croce nera · h7 croce nera · f6 re del bianco · g5 cavallo del bianco | 3 |
| 2 | g8 croce nera · h8 re del nero · e7 cavallo del bianco · g7 croce nera · h7 croce nera · f6 re del bianco · g5 cavallo del bianco | g8 croce nera · h8 re del nero · e7 cavallo del bianco · g7 croce nera · h7 croce nera · f6 re del bianco · g5 cavallo del bianco | g8 croce nera · h8 re del nero · e7 cavallo del bianco · g7 croce nera · h7 croce nera · f6 re del bianco · g5 cavallo del bianco | g8 croce nera · h8 re del nero · e7 cavallo del bianco · g7 croce nera · h7 croce nera · f6 re del bianco · g5 cavallo del bianco | g8 croce nera · h8 re del nero · e7 cavallo del bianco · g7 croce nera · h7 croce nera · f6 re del bianco · g5 cavallo del bianco | g8 croce nera · h8 re del nero · e7 cavallo del bianco · g7 croce nera · h7 croce nera · f6 re del bianco · g5 cavallo del bianco | g8 croce nera · h8 re del nero · e7 cavallo del bianco · g7 croce nera · h7 croce nera · f6 re del bianco · g5 cavallo del bianco | g8 croce nera · h8 re del nero · e7 cavallo del bianco · g7 croce nera · h7 croce nera · f6 re del bianco · g5 cavallo del bianco | 2 |
| 1 | g8 croce nera · h8 re del nero · e7 cavallo del bianco · g7 croce nera · h7 croce nera · f6 re del bianco · g5 cavallo del bianco | g8 croce nera · h8 re del nero · e7 cavallo del bianco · g7 croce nera · h7 croce nera · f6 re del bianco · g5 cavallo del bianco | g8 croce nera · h8 re del nero · e7 cavallo del bianco · g7 croce nera · h7 croce nera · f6 re del bianco · g5 cavallo del bianco | g8 croce nera · h8 re del nero · e7 cavallo del bianco · g7 croce nera · h7 croce nera · f6 re del bianco · g5 cavallo del bianco | g8 croce nera · h8 re del nero · e7 cavallo del bianco · g7 croce nera · h7 croce nera · f6 re del bianco · g5 cavallo del bianco | g8 croce nera · h8 re del nero · e7 cavallo del bianco · g7 croce nera · h7 croce nera · f6 re del bianco · g5 cavallo del bianco | g8 croce nera · h8 re del nero · e7 cavallo del bianco · g7 croce nera · h7 croce nera · f6 re del bianco · g5 cavallo del bianco | g8 croce nera · h8 re del nero · e7 cavallo del bianco · g7 croce nera · h7 croce nera · f6 re del bianco · g5 cavallo del bianco | 1 |
|   | a | b | c | d | e | f | g | h |   |

Sebbene vi siano posizioni di scacco matto con due cavalli contro il solo re, queste non possono essere forzate. L'unico modo che ha l'attaccante per vincere è un errore dell'avversario: ad esempio, nella posizione del secondo diagramma a destra, il Bianco non può giocare 1.Ce7 o 1.Ch6, perché porterebbero immediatamente allo stallo; un altro tentativo può essere
1. Cf8(?) Rg8
2. Cd7 Rh8
3. Cd6 Rg8
4. Cf6+

e in questo caso l'errore 4...Rh8?? porterebbe a 5.Ce7# matto, ma il Nero può giocare 4...Rf8, e il Bianco non ha modo di fare progressi.
|   | a                                                                                 | b                                                                                 | c                                                                                 | d                                                                                 | e                                                                                 | f                                                                                 | g                                                                                 | h                                                                                 |   |
| 8 | c8 re del nero · f8 re del bianco · c4 cavallo del bianco · d4 cavallo del bianco | c8 re del nero · f8 re del bianco · c4 cavallo del bianco · d4 cavallo del bianco | c8 re del nero · f8 re del bianco · c4 cavallo del bianco · d4 cavallo del bianco | c8 re del nero · f8 re del bianco · c4 cavallo del bianco · d4 cavallo del bianco | c8 re del nero · f8 re del bianco · c4 cavallo del bianco · d4 cavallo del bianco | c8 re del nero · f8 re del bianco · c4 cavallo del bianco · d4 cavallo del bianco | c8 re del nero · f8 re del bianco · c4 cavallo del bianco · d4 cavallo del bianco | c8 re del nero · f8 re del bianco · c4 cavallo del bianco · d4 cavallo del bianco | 8 |
| 7 | c8 re del nero · f8 re del bianco · c4 cavallo del bianco · d4 cavallo del bianco | c8 re del nero · f8 re del bianco · c4 cavallo del bianco · d4 cavallo del bianco | c8 re del nero · f8 re del bianco · c4 cavallo del bianco · d4 cavallo del bianco | c8 re del nero · f8 re del bianco · c4 cavallo del bianco · d4 cavallo del bianco | c8 re del nero · f8 re del bianco · c4 cavallo del bianco · d4 cavallo del bianco | c8 re del nero · f8 re del bianco · c4 cavallo del bianco · d4 cavallo del bianco | c8 re del nero · f8 re del bianco · c4 cavallo del bianco · d4 cavallo del bianco | c8 re del nero · f8 re del bianco · c4 cavallo del bianco · d4 cavallo del bianco | 7 |
| 6 | c8 re del nero · f8 re del bianco · c4 cavallo del bianco · d4 cavallo del bianco | c8 re del nero · f8 re del bianco · c4 cavallo del bianco · d4 cavallo del bianco | c8 re del nero · f8 re del bianco · c4 cavallo del bianco · d4 cavallo del bianco | c8 re del nero · f8 re del bianco · c4 cavallo del bianco · d4 cavallo del bianco | c8 re del nero · f8 re del bianco · c4 cavallo del bianco · d4 cavallo del bianco | c8 re del nero · f8 re del bianco · c4 cavallo del bianco · d4 cavallo del bianco | c8 re del nero · f8 re del bianco · c4 cavallo del bianco · d4 cavallo del bianco | c8 re del nero · f8 re del bianco · c4 cavallo del bianco · d4 cavallo del bianco | 6 |
| 5 | c8 re del nero · f8 re del bianco · c4 cavallo del bianco · d4 cavallo del bianco | c8 re del nero · f8 re del bianco · c4 cavallo del bianco · d4 cavallo del bianco | c8 re del nero · f8 re del bianco · c4 cavallo del bianco · d4 cavallo del bianco | c8 re del nero · f8 re del bianco · c4 cavallo del bianco · d4 cavallo del bianco | c8 re del nero · f8 re del bianco · c4 cavallo del bianco · d4 cavallo del bianco | c8 re del nero · f8 re del bianco · c4 cavallo del bianco · d4 cavallo del bianco | c8 re del nero · f8 re del bianco · c4 cavallo del bianco · d4 cavallo del bianco | c8 re del nero · f8 re del bianco · c4 cavallo del bianco · d4 cavallo del bianco | 5 |
| 4 | c8 re del nero · f8 re del bianco · c4 cavallo del bianco · d4 cavallo del bianco | c8 re del nero · f8 re del bianco · c4 cavallo del bianco · d4 cavallo del bianco | c8 re del nero · f8 re del bianco · c4 cavallo del bianco · d4 cavallo del bianco | c8 re del nero · f8 re del bianco · c4 cavallo del bianco · d4 cavallo del bianco | c8 re del nero · f8 re del bianco · c4 cavallo del bianco · d4 cavallo del bianco | c8 re del nero · f8 re del bianco · c4 cavallo del bianco · d4 cavallo del bianco | c8 re del nero · f8 re del bianco · c4 cavallo del bianco · d4 cavallo del bianco | c8 re del nero · f8 re del bianco · c4 cavallo del bianco · d4 cavallo del bianco | 4 |
| 3 | c8 re del nero · f8 re del bianco · c4 cavallo del bianco · d4 cavallo del bianco | c8 re del nero · f8 re del bianco · c4 cavallo del bianco · d4 cavallo del bianco | c8 re del nero · f8 re del bianco · c4 cavallo del bianco · d4 cavallo del bianco | c8 re del nero · f8 re del bianco · c4 cavallo del bianco · d4 cavallo del bianco | c8 re del nero · f8 re del bianco · c4 cavallo del bianco · d4 cavallo del bianco | c8 re del nero · f8 re del bianco · c4 cavallo del bianco · d4 cavallo del bianco | c8 re del nero · f8 re del bianco · c4 cavallo del bianco · d4 cavallo del bianco | c8 re del nero · f8 re del bianco · c4 cavallo del bianco · d4 cavallo del bianco | 3 |
| 2 | c8 re del nero · f8 re del bianco · c4 cavallo del bianco · d4 cavallo del bianco | c8 re del nero · f8 re del bianco · c4 cavallo del bianco · d4 cavallo del bianco | c8 re del nero · f8 re del bianco · c4 cavallo del bianco · d4 cavallo del bianco | c8 re del nero · f8 re del bianco · c4 cavallo del bianco · d4 cavallo del bianco | c8 re del nero · f8 re del bianco · c4 cavallo del bianco · d4 cavallo del bianco | c8 re del nero · f8 re del bianco · c4 cavallo del bianco · d4 cavallo del bianco | c8 re del nero · f8 re del bianco · c4 cavallo del bianco · d4 cavallo del bianco | c8 re del nero · f8 re del bianco · c4 cavallo del bianco · d4 cavallo del bianco | 2 |
| 1 | c8 re del nero · f8 re del bianco · c4 cavallo del bianco · d4 cavallo del bianco | c8 re del nero · f8 re del bianco · c4 cavallo del bianco · d4 cavallo del bianco | c8 re del nero · f8 re del bianco · c4 cavallo del bianco · d4 cavallo del bianco | c8 re del nero · f8 re del bianco · c4 cavallo del bianco · d4 cavallo del bianco | c8 re del nero · f8 re del bianco · c4 cavallo del bianco · d4 cavallo del bianco | c8 re del nero · f8 re del bianco · c4 cavallo del bianco · d4 cavallo del bianco | c8 re del nero · f8 re del bianco · c4 cavallo del bianco · d4 cavallo del bianco | c8 re del nero · f8 re del bianco · c4 cavallo del bianco · d4 cavallo del bianco | 1 |
|   | a                                                                                 | b                                                                                 | c                                                                                 | d                                                                                 | e                                                                                 | f                                                                                 | g                                                                                 | h                                                                                 |   |

Esistono anche posizioni di scacco matto in cui il re non è costretto all'angolo ma è sul bordo della scacchiera, ma anche queste non possono essere forzate. Ad esempio, nel terzo diagramma, il Bianco può provare 1.Cb6, sperando in 1...Rd8 2.Ce6#, ma il Nero può giocare 1...Rc7, mantenendo la patta. Questa possibilità è alla base di alcuni studi.
A differenza di altri finali patti, inoltre, la difesa non è particolarmente difficile: al difensore basta infatti giocare mosse che non permettono all'avversario di dargli scacco matto alla mossa successiva per arrivare alla patta.

## La linea Troickij
|   | a | b | c | d | e | f | g | h |   |
| 8 | a8 cerchio nero · b8 cerchio nero · c8 cerchio nero · d8 cerchio nero · e8 cerchio nero · f8 cerchio nero · g8 cerchio nero · h8 cerchio nero · a7 cerchio nero · b7 cerchio nero · c7 cerchio nero · d7 cerchio nero · e7 cerchio nero · f7 cerchio nero · g7 cerchio nero · h7 cerchio nero · a6 cerchio nero · b6 cerchio nero · c6 cerchio nero · d6 cerchio nero · e6 cerchio nero · f6 cerchio nero · g6 cerchio nero · h6 cerchio nero · a5 cerchio nero · c5 cerchio nero · d5 cerchio nero · e5 cerchio nero · f5 cerchio nero · h5 cerchio nero · a4 cerchio nero · d4 cerchio nero · e4 cerchio nero · h4 cerchio nero | a8 cerchio nero · b8 cerchio nero · c8 cerchio nero · d8 cerchio nero · e8 cerchio nero · f8 cerchio nero · g8 cerchio nero · h8 cerchio nero · a7 cerchio nero · b7 cerchio nero · c7 cerchio nero · d7 cerchio nero · e7 cerchio nero · f7 cerchio nero · g7 cerchio nero · h7 cerchio nero · a6 cerchio nero · b6 cerchio nero · c6 cerchio nero · d6 cerchio nero · e6 cerchio nero · f6 cerchio nero · g6 cerchio nero · h6 cerchio nero · a5 cerchio nero · c5 cerchio nero · d5 cerchio nero · e5 cerchio nero · f5 cerchio nero · h5 cerchio nero · a4 cerchio nero · d4 cerchio nero · e4 cerchio nero · h4 cerchio nero | a8 cerchio nero · b8 cerchio nero · c8 cerchio nero · d8 cerchio nero · e8 cerchio nero · f8 cerchio nero · g8 cerchio nero · h8 cerchio nero · a7 cerchio nero · b7 cerchio nero · c7 cerchio nero · d7 cerchio nero · e7 cerchio nero · f7 cerchio nero · g7 cerchio nero · h7 cerchio nero · a6 cerchio nero · b6 cerchio nero · c6 cerchio nero · d6 cerchio nero · e6 cerchio nero · f6 cerchio nero · g6 cerchio nero · h6 cerchio nero · a5 cerchio nero · c5 cerchio nero · d5 cerchio nero · e5 cerchio nero · f5 cerchio nero · h5 cerchio nero · a4 cerchio nero · d4 cerchio nero · e4 cerchio nero · h4 cerchio nero | a8 cerchio nero · b8 cerchio nero · c8 cerchio nero · d8 cerchio nero · e8 cerchio nero · f8 cerchio nero · g8 cerchio nero · h8 cerchio nero · a7 cerchio nero · b7 cerchio nero · c7 cerchio nero · d7 cerchio nero · e7 cerchio nero · f7 cerchio nero · g7 cerchio nero · h7 cerchio nero · a6 cerchio nero · b6 cerchio nero · c6 cerchio nero · d6 cerchio nero · e6 cerchio nero · f6 cerchio nero · g6 cerchio nero · h6 cerchio nero · a5 cerchio nero · c5 cerchio nero · d5 cerchio nero · e5 cerchio nero · f5 cerchio nero · h5 cerchio nero · a4 cerchio nero · d4 cerchio nero · e4 cerchio nero · h4 cerchio nero | a8 cerchio nero · b8 cerchio nero · c8 cerchio nero · d8 cerchio nero · e8 cerchio nero · f8 cerchio nero · g8 cerchio nero · h8 cerchio nero · a7 cerchio nero · b7 cerchio nero · c7 cerchio nero · d7 cerchio nero · e7 cerchio nero · f7 cerchio nero · g7 cerchio nero · h7 cerchio nero · a6 cerchio nero · b6 cerchio nero · c6 cerchio nero · d6 cerchio nero · e6 cerchio nero · f6 cerchio nero · g6 cerchio nero · h6 cerchio nero · a5 cerchio nero · c5 cerchio nero · d5 cerchio nero · e5 cerchio nero · f5 cerchio nero · h5 cerchio nero · a4 cerchio nero · d4 cerchio nero · e4 cerchio nero · h4 cerchio nero | a8 cerchio nero · b8 cerchio nero · c8 cerchio nero · d8 cerchio nero · e8 cerchio nero · f8 cerchio nero · g8 cerchio nero · h8 cerchio nero · a7 cerchio nero · b7 cerchio nero · c7 cerchio nero · d7 cerchio nero · e7 cerchio nero · f7 cerchio nero · g7 cerchio nero · h7 cerchio nero · a6 cerchio nero · b6 cerchio nero · c6 cerchio nero · d6 cerchio nero · e6 cerchio nero · f6 cerchio nero · g6 cerchio nero · h6 cerchio nero · a5 cerchio nero · c5 cerchio nero · d5 cerchio nero · e5 cerchio nero · f5 cerchio nero · h5 cerchio nero · a4 cerchio nero · d4 cerchio nero · e4 cerchio nero · h4 cerchio nero | a8 cerchio nero · b8 cerchio nero · c8 cerchio nero · d8 cerchio nero · e8 cerchio nero · f8 cerchio nero · g8 cerchio nero · h8 cerchio nero · a7 cerchio nero · b7 cerchio nero · c7 cerchio nero · d7 cerchio nero · e7 cerchio nero · f7 cerchio nero · g7 cerchio nero · h7 cerchio nero · a6 cerchio nero · b6 cerchio nero · c6 cerchio nero · d6 cerchio nero · e6 cerchio nero · f6 cerchio nero · g6 cerchio nero · h6 cerchio nero · a5 cerchio nero · c5 cerchio nero · d5 cerchio nero · e5 cerchio nero · f5 cerchio nero · h5 cerchio nero · a4 cerchio nero · d4 cerchio nero · e4 cerchio nero · h4 cerchio nero | a8 cerchio nero · b8 cerchio nero · c8 cerchio nero · d8 cerchio nero · e8 cerchio nero · f8 cerchio nero · g8 cerchio nero · h8 cerchio nero · a7 cerchio nero · b7 cerchio nero · c7 cerchio nero · d7 cerchio nero · e7 cerchio nero · f7 cerchio nero · g7 cerchio nero · h7 cerchio nero · a6 cerchio nero · b6 cerchio nero · c6 cerchio nero · d6 cerchio nero · e6 cerchio nero · f6 cerchio nero · g6 cerchio nero · h6 cerchio nero · a5 cerchio nero · c5 cerchio nero · d5 cerchio nero · e5 cerchio nero · f5 cerchio nero · h5 cerchio nero · a4 cerchio nero · d4 cerchio nero · e4 cerchio nero · h4 cerchio nero | 8 |
| 7 | a8 cerchio nero · b8 cerchio nero · c8 cerchio nero · d8 cerchio nero · e8 cerchio nero · f8 cerchio nero · g8 cerchio nero · h8 cerchio nero · a7 cerchio nero · b7 cerchio nero · c7 cerchio nero · d7 cerchio nero · e7 cerchio nero · f7 cerchio nero · g7 cerchio nero · h7 cerchio nero · a6 cerchio nero · b6 cerchio nero · c6 cerchio nero · d6 cerchio nero · e6 cerchio nero · f6 cerchio nero · g6 cerchio nero · h6 cerchio nero · a5 cerchio nero · c5 cerchio nero · d5 cerchio nero · e5 cerchio nero · f5 cerchio nero · h5 cerchio nero · a4 cerchio nero · d4 cerchio nero · e4 cerchio nero · h4 cerchio nero | a8 cerchio nero · b8 cerchio nero · c8 cerchio nero · d8 cerchio nero · e8 cerchio nero · f8 cerchio nero · g8 cerchio nero · h8 cerchio nero · a7 cerchio nero · b7 cerchio nero · c7 cerchio nero · d7 cerchio nero · e7 cerchio nero · f7 cerchio nero · g7 cerchio nero · h7 cerchio nero · a6 cerchio nero · b6 cerchio nero · c6 cerchio nero · d6 cerchio nero · e6 cerchio nero · f6 cerchio nero · g6 cerchio nero · h6 cerchio nero · a5 cerchio nero · c5 cerchio nero · d5 cerchio nero · e5 cerchio nero · f5 cerchio nero · h5 cerchio nero · a4 cerchio nero · d4 cerchio nero · e4 cerchio nero · h4 cerchio nero | a8 cerchio nero · b8 cerchio nero · c8 cerchio nero · d8 cerchio nero · e8 cerchio nero · f8 cerchio nero · g8 cerchio nero · h8 cerchio nero · a7 cerchio nero · b7 cerchio nero · c7 cerchio nero · d7 cerchio nero · e7 cerchio nero · f7 cerchio nero · g7 cerchio nero · h7 cerchio nero · a6 cerchio nero · b6 cerchio nero · c6 cerchio nero · d6 cerchio nero · e6 cerchio nero · f6 cerchio nero · g6 cerchio nero · h6 cerchio nero · a5 cerchio nero · c5 cerchio nero · d5 cerchio nero · e5 cerchio nero · f5 cerchio nero · h5 cerchio nero · a4 cerchio nero · d4 cerchio nero · e4 cerchio nero · h4 cerchio nero | a8 cerchio nero · b8 cerchio nero · c8 cerchio nero · d8 cerchio nero · e8 cerchio nero · f8 cerchio nero · g8 cerchio nero · h8 cerchio nero · a7 cerchio nero · b7 cerchio nero · c7 cerchio nero · d7 cerchio nero · e7 cerchio nero · f7 cerchio nero · g7 cerchio nero · h7 cerchio nero · a6 cerchio nero · b6 cerchio nero · c6 cerchio nero · d6 cerchio nero · e6 cerchio nero · f6 cerchio nero · g6 cerchio nero · h6 cerchio nero · a5 cerchio nero · c5 cerchio nero · d5 cerchio nero · e5 cerchio nero · f5 cerchio nero · h5 cerchio nero · a4 cerchio nero · d4 cerchio nero · e4 cerchio nero · h4 cerchio nero | a8 cerchio nero · b8 cerchio nero · c8 cerchio nero · d8 cerchio nero · e8 cerchio nero · f8 cerchio nero · g8 cerchio nero · h8 cerchio nero · a7 cerchio nero · b7 cerchio nero · c7 cerchio nero · d7 cerchio nero · e7 cerchio nero · f7 cerchio nero · g7 cerchio nero · h7 cerchio nero · a6 cerchio nero · b6 cerchio nero · c6 cerchio nero · d6 cerchio nero · e6 cerchio nero · f6 cerchio nero · g6 cerchio nero · h6 cerchio nero · a5 cerchio nero · c5 cerchio nero · d5 cerchio nero · e5 cerchio nero · f5 cerchio nero · h5 cerchio nero · a4 cerchio nero · d4 cerchio nero · e4 cerchio nero · h4 cerchio nero | a8 cerchio nero · b8 cerchio nero · c8 cerchio nero · d8 cerchio nero · e8 cerchio nero · f8 cerchio nero · g8 cerchio nero · h8 cerchio nero · a7 cerchio nero · b7 cerchio nero · c7 cerchio nero · d7 cerchio nero · e7 cerchio nero · f7 cerchio nero · g7 cerchio nero · h7 cerchio nero · a6 cerchio nero · b6 cerchio nero · c6 cerchio nero · d6 cerchio nero · e6 cerchio nero · f6 cerchio nero · g6 cerchio nero · h6 cerchio nero · a5 cerchio nero · c5 cerchio nero · d5 cerchio nero · e5 cerchio nero · f5 cerchio nero · h5 cerchio nero · a4 cerchio nero · d4 cerchio nero · e4 cerchio nero · h4 cerchio nero | a8 cerchio nero · b8 cerchio nero · c8 cerchio nero · d8 cerchio nero · e8 cerchio nero · f8 cerchio nero · g8 cerchio nero · h8 cerchio nero · a7 cerchio nero · b7 cerchio nero · c7 cerchio nero · d7 cerchio nero · e7 cerchio nero · f7 cerchio nero · g7 cerchio nero · h7 cerchio nero · a6 cerchio nero · b6 cerchio nero · c6 cerchio nero · d6 cerchio nero · e6 cerchio nero · f6 cerchio nero · g6 cerchio nero · h6 cerchio nero · a5 cerchio nero · c5 cerchio nero · d5 cerchio nero · e5 cerchio nero · f5 cerchio nero · h5 cerchio nero · a4 cerchio nero · d4 cerchio nero · e4 cerchio nero · h4 cerchio nero | a8 cerchio nero · b8 cerchio nero · c8 cerchio nero · d8 cerchio nero · e8 cerchio nero · f8 cerchio nero · g8 cerchio nero · h8 cerchio nero · a7 cerchio nero · b7 cerchio nero · c7 cerchio nero · d7 cerchio nero · e7 cerchio nero · f7 cerchio nero · g7 cerchio nero · h7 cerchio nero · a6 cerchio nero · b6 cerchio nero · c6 cerchio nero · d6 cerchio nero · e6 cerchio nero · f6 cerchio nero · g6 cerchio nero · h6 cerchio nero · a5 cerchio nero · c5 cerchio nero · d5 cerchio nero · e5 cerchio nero · f5 cerchio nero · h5 cerchio nero · a4 cerchio nero · d4 cerchio nero · e4 cerchio nero · h4 cerchio nero | 7 |
| 6 | a8 cerchio nero · b8 cerchio nero · c8 cerchio nero · d8 cerchio nero · e8 cerchio nero · f8 cerchio nero · g8 cerchio nero · h8 cerchio nero · a7 cerchio nero · b7 cerchio nero · c7 cerchio nero · d7 cerchio nero · e7 cerchio nero · f7 cerchio nero · g7 cerchio nero · h7 cerchio nero · a6 cerchio nero · b6 cerchio nero · c6 cerchio nero · d6 cerchio nero · e6 cerchio nero · f6 cerchio nero · g6 cerchio nero · h6 cerchio nero · a5 cerchio nero · c5 cerchio nero · d5 cerchio nero · e5 cerchio nero · f5 cerchio nero · h5 cerchio nero · a4 cerchio nero · d4 cerchio nero · e4 cerchio nero · h4 cerchio nero | a8 cerchio nero · b8 cerchio nero · c8 cerchio nero · d8 cerchio nero · e8 cerchio nero · f8 cerchio nero · g8 cerchio nero · h8 cerchio nero · a7 cerchio nero · b7 cerchio nero · c7 cerchio nero · d7 cerchio nero · e7 cerchio nero · f7 cerchio nero · g7 cerchio nero · h7 cerchio nero · a6 cerchio nero · b6 cerchio nero · c6 cerchio nero · d6 cerchio nero · e6 cerchio nero · f6 cerchio nero · g6 cerchio nero · h6 cerchio nero · a5 cerchio nero · c5 cerchio nero · d5 cerchio nero · e5 cerchio nero · f5 cerchio nero · h5 cerchio nero · a4 cerchio nero · d4 cerchio nero · e4 cerchio nero · h4 cerchio nero | a8 cerchio nero · b8 cerchio nero · c8 cerchio nero · d8 cerchio nero · e8 cerchio nero · f8 cerchio nero · g8 cerchio nero · h8 cerchio nero · a7 cerchio nero · b7 cerchio nero · c7 cerchio nero · d7 cerchio nero · e7 cerchio nero · f7 cerchio nero · g7 cerchio nero · h7 cerchio nero · a6 cerchio nero · b6 cerchio nero · c6 cerchio nero · d6 cerchio nero · e6 cerchio nero · f6 cerchio nero · g6 cerchio nero · h6 cerchio nero · a5 cerchio nero · c5 cerchio nero · d5 cerchio nero · e5 cerchio nero · f5 cerchio nero · h5 cerchio nero · a4 cerchio nero · d4 cerchio nero · e4 cerchio nero · h4 cerchio nero | a8 cerchio nero · b8 cerchio nero · c8 cerchio nero · d8 cerchio nero · e8 cerchio nero · f8 cerchio nero · g8 cerchio nero · h8 cerchio nero · a7 cerchio nero · b7 cerchio nero · c7 cerchio nero · d7 cerchio nero · e7 cerchio nero · f7 cerchio nero · g7 cerchio nero · h7 cerchio nero · a6 cerchio nero · b6 cerchio nero · c6 cerchio nero · d6 cerchio nero · e6 cerchio nero · f6 cerchio nero · g6 cerchio nero · h6 cerchio nero · a5 cerchio nero · c5 cerchio nero · d5 cerchio nero · e5 cerchio nero · f5 cerchio nero · h5 cerchio nero · a4 cerchio nero · d4 cerchio nero · e4 cerchio nero · h4 cerchio nero | a8 cerchio nero · b8 cerchio nero · c8 cerchio nero · d8 cerchio nero · e8 cerchio nero · f8 cerchio nero · g8 cerchio nero · h8 cerchio nero · a7 cerchio nero · b7 cerchio nero · c7 cerchio nero · d7 cerchio nero · e7 cerchio nero · f7 cerchio nero · g7 cerchio nero · h7 cerchio nero · a6 cerchio nero · b6 cerchio nero · c6 cerchio nero · d6 cerchio nero · e6 cerchio nero · f6 cerchio nero · g6 cerchio nero · h6 cerchio nero · a5 cerchio nero · c5 cerchio nero · d5 cerchio nero · e5 cerchio nero · f5 cerchio nero · h5 cerchio nero · a4 cerchio nero · d4 cerchio nero · e4 cerchio nero · h4 cerchio nero | a8 cerchio nero · b8 cerchio nero · c8 cerchio nero · d8 cerchio nero · e8 cerchio nero · f8 cerchio nero · g8 cerchio nero · h8 cerchio nero · a7 cerchio nero · b7 cerchio nero · c7 cerchio nero · d7 cerchio nero · e7 cerchio nero · f7 cerchio nero · g7 cerchio nero · h7 cerchio nero · a6 cerchio nero · b6 cerchio nero · c6 cerchio nero · d6 cerchio nero · e6 cerchio nero · f6 cerchio nero · g6 cerchio nero · h6 cerchio nero · a5 cerchio nero · c5 cerchio nero · d5 cerchio nero · e5 cerchio nero · f5 cerchio nero · h5 cerchio nero · a4 cerchio nero · d4 cerchio nero · e4 cerchio nero · h4 cerchio nero | a8 cerchio nero · b8 cerchio nero · c8 cerchio nero · d8 cerchio nero · e8 cerchio nero · f8 cerchio nero · g8 cerchio nero · h8 cerchio nero · a7 cerchio nero · b7 cerchio nero · c7 cerchio nero · d7 cerchio nero · e7 cerchio nero · f7 cerchio nero · g7 cerchio nero · h7 cerchio nero · a6 cerchio nero · b6 cerchio nero · c6 cerchio nero · d6 cerchio nero · e6 cerchio nero · f6 cerchio nero · g6 cerchio nero · h6 cerchio nero · a5 cerchio nero · c5 cerchio nero · d5 cerchio nero · e5 cerchio nero · f5 cerchio nero · h5 cerchio nero · a4 cerchio nero · d4 cerchio nero · e4 cerchio nero · h4 cerchio nero | a8 cerchio nero · b8 cerchio nero · c8 cerchio nero · d8 cerchio nero · e8 cerchio nero · f8 cerchio nero · g8 cerchio nero · h8 cerchio nero · a7 cerchio nero · b7 cerchio nero · c7 cerchio nero · d7 cerchio nero · e7 cerchio nero · f7 cerchio nero · g7 cerchio nero · h7 cerchio nero · a6 cerchio nero · b6 cerchio nero · c6 cerchio nero · d6 cerchio nero · e6 cerchio nero · f6 cerchio nero · g6 cerchio nero · h6 cerchio nero · a5 cerchio nero · c5 cerchio nero · d5 cerchio nero · e5 cerchio nero · f5 cerchio nero · h5 cerchio nero · a4 cerchio nero · d4 cerchio nero · e4 cerchio nero · h4 cerchio nero | 6 |
| 5 | a8 cerchio nero · b8 cerchio nero · c8 cerchio nero · d8 cerchio nero · e8 cerchio nero · f8 cerchio nero · g8 cerchio nero · h8 cerchio nero · a7 cerchio nero · b7 cerchio nero · c7 cerchio nero · d7 cerchio nero · e7 cerchio nero · f7 cerchio nero · g7 cerchio nero · h7 cerchio nero · a6 cerchio nero · b6 cerchio nero · c6 cerchio nero · d6 cerchio nero · e6 cerchio nero · f6 cerchio nero · g6 cerchio nero · h6 cerchio nero · a5 cerchio nero · c5 cerchio nero · d5 cerchio nero · e5 cerchio nero · f5 cerchio nero · h5 cerchio nero · a4 cerchio nero · d4 cerchio nero · e4 cerchio nero · h4 cerchio nero | a8 cerchio nero · b8 cerchio nero · c8 cerchio nero · d8 cerchio nero · e8 cerchio nero · f8 cerchio nero · g8 cerchio nero · h8 cerchio nero · a7 cerchio nero · b7 cerchio nero · c7 cerchio nero · d7 cerchio nero · e7 cerchio nero · f7 cerchio nero · g7 cerchio nero · h7 cerchio nero · a6 cerchio nero · b6 cerchio nero · c6 cerchio nero · d6 cerchio nero · e6 cerchio nero · f6 cerchio nero · g6 cerchio nero · h6 cerchio nero · a5 cerchio nero · c5 cerchio nero · d5 cerchio nero · e5 cerchio nero · f5 cerchio nero · h5 cerchio nero · a4 cerchio nero · d4 cerchio nero · e4 cerchio nero · h4 cerchio nero | a8 cerchio nero · b8 cerchio nero · c8 cerchio nero · d8 cerchio nero · e8 cerchio nero · f8 cerchio nero · g8 cerchio nero · h8 cerchio nero · a7 cerchio nero · b7 cerchio nero · c7 cerchio nero · d7 cerchio nero · e7 cerchio nero · f7 cerchio nero · g7 cerchio nero · h7 cerchio nero · a6 cerchio nero · b6 cerchio nero · c6 cerchio nero · d6 cerchio nero · e6 cerchio nero · f6 cerchio nero · g6 cerchio nero · h6 cerchio nero · a5 cerchio nero · c5 cerchio nero · d5 cerchio nero · e5 cerchio nero · f5 cerchio nero · h5 cerchio nero · a4 cerchio nero · d4 cerchio nero · e4 cerchio nero · h4 cerchio nero | a8 cerchio nero · b8 cerchio nero · c8 cerchio nero · d8 cerchio nero · e8 cerchio nero · f8 cerchio nero · g8 cerchio nero · h8 cerchio nero · a7 cerchio nero · b7 cerchio nero · c7 cerchio nero · d7 cerchio nero · e7 cerchio nero · f7 cerchio nero · g7 cerchio nero · h7 cerchio nero · a6 cerchio nero · b6 cerchio nero · c6 cerchio nero · d6 cerchio nero · e6 cerchio nero · f6 cerchio nero · g6 cerchio nero · h6 cerchio nero · a5 cerchio nero · c5 cerchio nero · d5 cerchio nero · e5 cerchio nero · f5 cerchio nero · h5 cerchio nero · a4 cerchio nero · d4 cerchio nero · e4 cerchio nero · h4 cerchio nero | a8 cerchio nero · b8 cerchio nero · c8 cerchio nero · d8 cerchio nero · e8 cerchio nero · f8 cerchio nero · g8 cerchio nero · h8 cerchio nero · a7 cerchio nero · b7 cerchio nero · c7 cerchio nero · d7 cerchio nero · e7 cerchio nero · f7 cerchio nero · g7 cerchio nero · h7 cerchio nero · a6 cerchio nero · b6 cerchio nero · c6 cerchio nero · d6 cerchio nero · e6 cerchio nero · f6 cerchio nero · g6 cerchio nero · h6 cerchio nero · a5 cerchio nero · c5 cerchio nero · d5 cerchio nero · e5 cerchio nero · f5 cerchio nero · h5 cerchio nero · a4 cerchio nero · d4 cerchio nero · e4 cerchio nero · h4 cerchio nero | a8 cerchio nero · b8 cerchio nero · c8 cerchio nero · d8 cerchio nero · e8 cerchio nero · f8 cerchio nero · g8 cerchio nero · h8 cerchio nero · a7 cerchio nero · b7 cerchio nero · c7 cerchio nero · d7 cerchio nero · e7 cerchio nero · f7 cerchio nero · g7 cerchio nero · h7 cerchio nero · a6 cerchio nero · b6 cerchio nero · c6 cerchio nero · d6 cerchio nero · e6 cerchio nero · f6 cerchio nero · g6 cerchio nero · h6 cerchio nero · a5 cerchio nero · c5 cerchio nero · d5 cerchio nero · e5 cerchio nero · f5 cerchio nero · h5 cerchio nero · a4 cerchio nero · d4 cerchio nero · e4 cerchio nero · h4 cerchio nero | a8 cerchio nero · b8 cerchio nero · c8 cerchio nero · d8 cerchio nero · e8 cerchio nero · f8 cerchio nero · g8 cerchio nero · h8 cerchio nero · a7 cerchio nero · b7 cerchio nero · c7 cerchio nero · d7 cerchio nero · e7 cerchio nero · f7 cerchio nero · g7 cerchio nero · h7 cerchio nero · a6 cerchio nero · b6 cerchio nero · c6 cerchio nero · d6 cerchio nero · e6 cerchio nero · f6 cerchio nero · g6 cerchio nero · h6 cerchio nero · a5 cerchio nero · c5 cerchio nero · d5 cerchio nero · e5 cerchio nero · f5 cerchio nero · h5 cerchio nero · a4 cerchio nero · d4 cerchio nero · e4 cerchio nero · h4 cerchio nero | a8 cerchio nero · b8 cerchio nero · c8 cerchio nero · d8 cerchio nero · e8 cerchio nero · f8 cerchio nero · g8 cerchio nero · h8 cerchio nero · a7 cerchio nero · b7 cerchio nero · c7 cerchio nero · d7 cerchio nero · e7 cerchio nero · f7 cerchio nero · g7 cerchio nero · h7 cerchio nero · a6 cerchio nero · b6 cerchio nero · c6 cerchio nero · d6 cerchio nero · e6 cerchio nero · f6 cerchio nero · g6 cerchio nero · h6 cerchio nero · a5 cerchio nero · c5 cerchio nero · d5 cerchio nero · e5 cerchio nero · f5 cerchio nero · h5 cerchio nero · a4 cerchio nero · d4 cerchio nero · e4 cerchio nero · h4 cerchio nero | 5 |
| 4 | a8 cerchio nero · b8 cerchio nero · c8 cerchio nero · d8 cerchio nero · e8 cerchio nero · f8 cerchio nero · g8 cerchio nero · h8 cerchio nero · a7 cerchio nero · b7 cerchio nero · c7 cerchio nero · d7 cerchio nero · e7 cerchio nero · f7 cerchio nero · g7 cerchio nero · h7 cerchio nero · a6 cerchio nero · b6 cerchio nero · c6 cerchio nero · d6 cerchio nero · e6 cerchio nero · f6 cerchio nero · g6 cerchio nero · h6 cerchio nero · a5 cerchio nero · c5 cerchio nero · d5 cerchio nero · e5 cerchio nero · f5 cerchio nero · h5 cerchio nero · a4 cerchio nero · d4 cerchio nero · e4 cerchio nero · h4 cerchio nero | a8 cerchio nero · b8 cerchio nero · c8 cerchio nero · d8 cerchio nero · e8 cerchio nero · f8 cerchio nero · g8 cerchio nero · h8 cerchio nero · a7 cerchio nero · b7 cerchio nero · c7 cerchio nero · d7 cerchio nero · e7 cerchio nero · f7 cerchio nero · g7 cerchio nero · h7 cerchio nero · a6 cerchio nero · b6 cerchio nero · c6 cerchio nero · d6 cerchio nero · e6 cerchio nero · f6 cerchio nero · g6 cerchio nero · h6 cerchio nero · a5 cerchio nero · c5 cerchio nero · d5 cerchio nero · e5 cerchio nero · f5 cerchio nero · h5 cerchio nero · a4 cerchio nero · d4 cerchio nero · e4 cerchio nero · h4 cerchio nero | a8 cerchio nero · b8 cerchio nero · c8 cerchio nero · d8 cerchio nero · e8 cerchio nero · f8 cerchio nero · g8 cerchio nero · h8 cerchio nero · a7 cerchio nero · b7 cerchio nero · c7 cerchio nero · d7 cerchio nero · e7 cerchio nero · f7 cerchio nero · g7 cerchio nero · h7 cerchio nero · a6 cerchio nero · b6 cerchio nero · c6 cerchio nero · d6 cerchio nero · e6 cerchio nero · f6 cerchio nero · g6 cerchio nero · h6 cerchio nero · a5 cerchio nero · c5 cerchio nero · d5 cerchio nero · e5 cerchio nero · f5 cerchio nero · h5 cerchio nero · a4 cerchio nero · d4 cerchio nero · e4 cerchio nero · h4 cerchio nero | a8 cerchio nero · b8 cerchio nero · c8 cerchio nero · d8 cerchio nero · e8 cerchio nero · f8 cerchio nero · g8 cerchio nero · h8 cerchio nero · a7 cerchio nero · b7 cerchio nero · c7 cerchio nero · d7 cerchio nero · e7 cerchio nero · f7 cerchio nero · g7 cerchio nero · h7 cerchio nero · a6 cerchio nero · b6 cerchio nero · c6 cerchio nero · d6 cerchio nero · e6 cerchio nero · f6 cerchio nero · g6 cerchio nero · h6 cerchio nero · a5 cerchio nero · c5 cerchio nero · d5 cerchio nero · e5 cerchio nero · f5 cerchio nero · h5 cerchio nero · a4 cerchio nero · d4 cerchio nero · e4 cerchio nero · h4 cerchio nero | a8 cerchio nero · b8 cerchio nero · c8 cerchio nero · d8 cerchio nero · e8 cerchio nero · f8 cerchio nero · g8 cerchio nero · h8 cerchio nero · a7 cerchio nero · b7 cerchio nero · c7 cerchio nero · d7 cerchio nero · e7 cerchio nero · f7 cerchio nero · g7 cerchio nero · h7 cerchio nero · a6 cerchio nero · b6 cerchio nero · c6 cerchio nero · d6 cerchio nero · e6 cerchio nero · f6 cerchio nero · g6 cerchio nero · h6 cerchio nero · a5 cerchio nero · c5 cerchio nero · d5 cerchio nero · e5 cerchio nero · f5 cerchio nero · h5 cerchio nero · a4 cerchio nero · d4 cerchio nero · e4 cerchio nero · h4 cerchio nero | a8 cerchio nero · b8 cerchio nero · c8 cerchio nero · d8 cerchio nero · e8 cerchio nero · f8 cerchio nero · g8 cerchio nero · h8 cerchio nero · a7 cerchio nero · b7 cerchio nero · c7 cerchio nero · d7 cerchio nero · e7 cerchio nero · f7 cerchio nero · g7 cerchio nero · h7 cerchio nero · a6 cerchio nero · b6 cerchio nero · c6 cerchio nero · d6 cerchio nero · e6 cerchio nero · f6 cerchio nero · g6 cerchio nero · h6 cerchio nero · a5 cerchio nero · c5 cerchio nero · d5 cerchio nero · e5 cerchio nero · f5 cerchio nero · h5 cerchio nero · a4 cerchio nero · d4 cerchio nero · e4 cerchio nero · h4 cerchio nero | a8 cerchio nero · b8 cerchio nero · c8 cerchio nero · d8 cerchio nero · e8 cerchio nero · f8 cerchio nero · g8 cerchio nero · h8 cerchio nero · a7 cerchio nero · b7 cerchio nero · c7 cerchio nero · d7 cerchio nero · e7 cerchio nero · f7 cerchio nero · g7 cerchio nero · h7 cerchio nero · a6 cerchio nero · b6 cerchio nero · c6 cerchio nero · d6 cerchio nero · e6 cerchio nero · f6 cerchio nero · g6 cerchio nero · h6 cerchio nero · a5 cerchio nero · c5 cerchio nero · d5 cerchio nero · e5 cerchio nero · f5 cerchio nero · h5 cerchio nero · a4 cerchio nero · d4 cerchio nero · e4 cerchio nero · h4 cerchio nero | a8 cerchio nero · b8 cerchio nero · c8 cerchio nero · d8 cerchio nero · e8 cerchio nero · f8 cerchio nero · g8 cerchio nero · h8 cerchio nero · a7 cerchio nero · b7 cerchio nero · c7 cerchio nero · d7 cerchio nero · e7 cerchio nero · f7 cerchio nero · g7 cerchio nero · h7 cerchio nero · a6 cerchio nero · b6 cerchio nero · c6 cerchio nero · d6 cerchio nero · e6 cerchio nero · f6 cerchio nero · g6 cerchio nero · h6 cerchio nero · a5 cerchio nero · c5 cerchio nero · d5 cerchio nero · e5 cerchio nero · f5 cerchio nero · h5 cerchio nero · a4 cerchio nero · d4 cerchio nero · e4 cerchio nero · h4 cerchio nero | 4 |
| 3 | a8 cerchio nero · b8 cerchio nero · c8 cerchio nero · d8 cerchio nero · e8 cerchio nero · f8 cerchio nero · g8 cerchio nero · h8 cerchio nero · a7 cerchio nero · b7 cerchio nero · c7 cerchio nero · d7 cerchio nero · e7 cerchio nero · f7 cerchio nero · g7 cerchio nero · h7 cerchio nero · a6 cerchio nero · b6 cerchio nero · c6 cerchio nero · d6 cerchio nero · e6 cerchio nero · f6 cerchio nero · g6 cerchio nero · h6 cerchio nero · a5 cerchio nero · c5 cerchio nero · d5 cerchio nero · e5 cerchio nero · f5 cerchio nero · h5 cerchio nero · a4 cerchio nero · d4 cerchio nero · e4 cerchio nero · h4 cerchio nero | a8 cerchio nero · b8 cerchio nero · c8 cerchio nero · d8 cerchio nero · e8 cerchio nero · f8 cerchio nero · g8 cerchio nero · h8 cerchio nero · a7 cerchio nero · b7 cerchio nero · c7 cerchio nero · d7 cerchio nero · e7 cerchio nero · f7 cerchio nero · g7 cerchio nero · h7 cerchio nero · a6 cerchio nero · b6 cerchio nero · c6 cerchio nero · d6 cerchio nero · e6 cerchio nero · f6 cerchio nero · g6 cerchio nero · h6 cerchio nero · a5 cerchio nero · c5 cerchio nero · d5 cerchio nero · e5 cerchio nero · f5 cerchio nero · h5 cerchio nero · a4 cerchio nero · d4 cerchio nero · e4 cerchio nero · h4 cerchio nero | a8 cerchio nero · b8 cerchio nero · c8 cerchio nero · d8 cerchio nero · e8 cerchio nero · f8 cerchio nero · g8 cerchio nero · h8 cerchio nero · a7 cerchio nero · b7 cerchio nero · c7 cerchio nero · d7 cerchio nero · e7 cerchio nero · f7 cerchio nero · g7 cerchio nero · h7 cerchio nero · a6 cerchio nero · b6 cerchio nero · c6 cerchio nero · d6 cerchio nero · e6 cerchio nero · f6 cerchio nero · g6 cerchio nero · h6 cerchio nero · a5 cerchio nero · c5 cerchio nero · d5 cerchio nero · e5 cerchio nero · f5 cerchio nero · h5 cerchio nero · a4 cerchio nero · d4 cerchio nero · e4 cerchio nero · h4 cerchio nero | a8 cerchio nero · b8 cerchio nero · c8 cerchio nero · d8 cerchio nero · e8 cerchio nero · f8 cerchio nero · g8 cerchio nero · h8 cerchio nero · a7 cerchio nero · b7 cerchio nero · c7 cerchio nero · d7 cerchio nero · e7 cerchio nero · f7 cerchio nero · g7 cerchio nero · h7 cerchio nero · a6 cerchio nero · b6 cerchio nero · c6 cerchio nero · d6 cerchio nero · e6 cerchio nero · f6 cerchio nero · g6 cerchio nero · h6 cerchio nero · a5 cerchio nero · c5 cerchio nero · d5 cerchio nero · e5 cerchio nero · f5 cerchio nero · h5 cerchio nero · a4 cerchio nero · d4 cerchio nero · e4 cerchio nero · h4 cerchio nero | a8 cerchio nero · b8 cerchio nero · c8 cerchio nero · d8 cerchio nero · e8 cerchio nero · f8 cerchio nero · g8 cerchio nero · h8 cerchio nero · a7 cerchio nero · b7 cerchio nero · c7 cerchio nero · d7 cerchio nero · e7 cerchio nero · f7 cerchio nero · g7 cerchio nero · h7 cerchio nero · a6 cerchio nero · b6 cerchio nero · c6 cerchio nero · d6 cerchio nero · e6 cerchio nero · f6 cerchio nero · g6 cerchio nero · h6 cerchio nero · a5 cerchio nero · c5 cerchio nero · d5 cerchio nero · e5 cerchio nero · f5 cerchio nero · h5 cerchio nero · a4 cerchio nero · d4 cerchio nero · e4 cerchio nero · h4 cerchio nero | a8 cerchio nero · b8 cerchio nero · c8 cerchio nero · d8 cerchio nero · e8 cerchio nero · f8 cerchio nero · g8 cerchio nero · h8 cerchio nero · a7 cerchio nero · b7 cerchio nero · c7 cerchio nero · d7 cerchio nero · e7 cerchio nero · f7 cerchio nero · g7 cerchio nero · h7 cerchio nero · a6 cerchio nero · b6 cerchio nero · c6 cerchio nero · d6 cerchio nero · e6 cerchio nero · f6 cerchio nero · g6 cerchio nero · h6 cerchio nero · a5 cerchio nero · c5 cerchio nero · d5 cerchio nero · e5 cerchio nero · f5 cerchio nero · h5 cerchio nero · a4 cerchio nero · d4 cerchio nero · e4 cerchio nero · h4 cerchio nero | a8 cerchio nero · b8 cerchio nero · c8 cerchio nero · d8 cerchio nero · e8 cerchio nero · f8 cerchio nero · g8 cerchio nero · h8 cerchio nero · a7 cerchio nero · b7 cerchio nero · c7 cerchio nero · d7 cerchio nero · e7 cerchio nero · f7 cerchio nero · g7 cerchio nero · h7 cerchio nero · a6 cerchio nero · b6 cerchio nero · c6 cerchio nero · d6 cerchio nero · e6 cerchio nero · f6 cerchio nero · g6 cerchio nero · h6 cerchio nero · a5 cerchio nero · c5 cerchio nero · d5 cerchio nero · e5 cerchio nero · f5 cerchio nero · h5 cerchio nero · a4 cerchio nero · d4 cerchio nero · e4 cerchio nero · h4 cerchio nero | a8 cerchio nero · b8 cerchio nero · c8 cerchio nero · d8 cerchio nero · e8 cerchio nero · f8 cerchio nero · g8 cerchio nero · h8 cerchio nero · a7 cerchio nero · b7 cerchio nero · c7 cerchio nero · d7 cerchio nero · e7 cerchio nero · f7 cerchio nero · g7 cerchio nero · h7 cerchio nero · a6 cerchio nero · b6 cerchio nero · c6 cerchio nero · d6 cerchio nero · e6 cerchio nero · f6 cerchio nero · g6 cerchio nero · h6 cerchio nero · a5 cerchio nero · c5 cerchio nero · d5 cerchio nero · e5 cerchio nero · f5 cerchio nero · h5 cerchio nero · a4 cerchio nero · d4 cerchio nero · e4 cerchio nero · h4 cerchio nero | 3 |
| 2 | a8 cerchio nero · b8 cerchio nero · c8 cerchio nero · d8 cerchio nero · e8 cerchio nero · f8 cerchio nero · g8 cerchio nero · h8 cerchio nero · a7 cerchio nero · b7 cerchio nero · c7 cerchio nero · d7 cerchio nero · e7 cerchio nero · f7 cerchio nero · g7 cerchio nero · h7 cerchio nero · a6 cerchio nero · b6 cerchio nero · c6 cerchio nero · d6 cerchio nero · e6 cerchio nero · f6 cerchio nero · g6 cerchio nero · h6 cerchio nero · a5 cerchio nero · c5 cerchio nero · d5 cerchio nero · e5 cerchio nero · f5 cerchio nero · h5 cerchio nero · a4 cerchio nero · d4 cerchio nero · e4 cerchio nero · h4 cerchio nero | a8 cerchio nero · b8 cerchio nero · c8 cerchio nero · d8 cerchio nero · e8 cerchio nero · f8 cerchio nero · g8 cerchio nero · h8 cerchio nero · a7 cerchio nero · b7 cerchio nero · c7 cerchio nero · d7 cerchio nero · e7 cerchio nero · f7 cerchio nero · g7 cerchio nero · h7 cerchio nero · a6 cerchio nero · b6 cerchio nero · c6 cerchio nero · d6 cerchio nero · e6 cerchio nero · f6 cerchio nero · g6 cerchio nero · h6 cerchio nero · a5 cerchio nero · c5 cerchio nero · d5 cerchio nero · e5 cerchio nero · f5 cerchio nero · h5 cerchio nero · a4 cerchio nero · d4 cerchio nero · e4 cerchio nero · h4 cerchio nero | a8 cerchio nero · b8 cerchio nero · c8 cerchio nero · d8 cerchio nero · e8 cerchio nero · f8 cerchio nero · g8 cerchio nero · h8 cerchio nero · a7 cerchio nero · b7 cerchio nero · c7 cerchio nero · d7 cerchio nero · e7 cerchio nero · f7 cerchio nero · g7 cerchio nero · h7 cerchio nero · a6 cerchio nero · b6 cerchio nero · c6 cerchio nero · d6 cerchio nero · e6 cerchio nero · f6 cerchio nero · g6 cerchio nero · h6 cerchio nero · a5 cerchio nero · c5 cerchio nero · d5 cerchio nero · e5 cerchio nero · f5 cerchio nero · h5 cerchio nero · a4 cerchio nero · d4 cerchio nero · e4 cerchio nero · h4 cerchio nero | a8 cerchio nero · b8 cerchio nero · c8 cerchio nero · d8 cerchio nero · e8 cerchio nero · f8 cerchio nero · g8 cerchio nero · h8 cerchio nero · a7 cerchio nero · b7 cerchio nero · c7 cerchio nero · d7 cerchio nero · e7 cerchio nero · f7 cerchio nero · g7 cerchio nero · h7 cerchio nero · a6 cerchio nero · b6 cerchio nero · c6 cerchio nero · d6 cerchio nero · e6 cerchio nero · f6 cerchio nero · g6 cerchio nero · h6 cerchio nero · a5 cerchio nero · c5 cerchio nero · d5 cerchio nero · e5 cerchio nero · f5 cerchio nero · h5 cerchio nero · a4 cerchio nero · d4 cerchio nero · e4 cerchio nero · h4 cerchio nero | a8 cerchio nero · b8 cerchio nero · c8 cerchio nero · d8 cerchio nero · e8 cerchio nero · f8 cerchio nero · g8 cerchio nero · h8 cerchio nero · a7 cerchio nero · b7 cerchio nero · c7 cerchio nero · d7 cerchio nero · e7 cerchio nero · f7 cerchio nero · g7 cerchio nero · h7 cerchio nero · a6 cerchio nero · b6 cerchio nero · c6 cerchio nero · d6 cerchio nero · e6 cerchio nero · f6 cerchio nero · g6 cerchio nero · h6 cerchio nero · a5 cerchio nero · c5 cerchio nero · d5 cerchio nero · e5 cerchio nero · f5 cerchio nero · h5 cerchio nero · a4 cerchio nero · d4 cerchio nero · e4 cerchio nero · h4 cerchio nero | a8 cerchio nero · b8 cerchio nero · c8 cerchio nero · d8 cerchio nero · e8 cerchio nero · f8 cerchio nero · g8 cerchio nero · h8 cerchio nero · a7 cerchio nero · b7 cerchio nero · c7 cerchio nero · d7 cerchio nero · e7 cerchio nero · f7 cerchio nero · g7 cerchio nero · h7 cerchio nero · a6 cerchio nero · b6 cerchio nero · c6 cerchio nero · d6 cerchio nero · e6 cerchio nero · f6 cerchio nero · g6 cerchio nero · h6 cerchio nero · a5 cerchio nero · c5 cerchio nero · d5 cerchio nero · e5 cerchio nero · f5 cerchio nero · h5 cerchio nero · a4 cerchio nero · d4 cerchio nero · e4 cerchio nero · h4 cerchio nero | a8 cerchio nero · b8 cerchio nero · c8 cerchio nero · d8 cerchio nero · e8 cerchio nero · f8 cerchio nero · g8 cerchio nero · h8 cerchio nero · a7 cerchio nero · b7 cerchio nero · c7 cerchio nero · d7 cerchio nero · e7 cerchio nero · f7 cerchio nero · g7 cerchio nero · h7 cerchio nero · a6 cerchio nero · b6 cerchio nero · c6 cerchio nero · d6 cerchio nero · e6 cerchio nero · f6 cerchio nero · g6 cerchio nero · h6 cerchio nero · a5 cerchio nero · c5 cerchio nero · d5 cerchio nero · e5 cerchio nero · f5 cerchio nero · h5 cerchio nero · a4 cerchio nero · d4 cerchio nero · e4 cerchio nero · h4 cerchio nero | a8 cerchio nero · b8 cerchio nero · c8 cerchio nero · d8 cerchio nero · e8 cerchio nero · f8 cerchio nero · g8 cerchio nero · h8 cerchio nero · a7 cerchio nero · b7 cerchio nero · c7 cerchio nero · d7 cerchio nero · e7 cerchio nero · f7 cerchio nero · g7 cerchio nero · h7 cerchio nero · a6 cerchio nero · b6 cerchio nero · c6 cerchio nero · d6 cerchio nero · e6 cerchio nero · f6 cerchio nero · g6 cerchio nero · h6 cerchio nero · a5 cerchio nero · c5 cerchio nero · d5 cerchio nero · e5 cerchio nero · f5 cerchio nero · h5 cerchio nero · a4 cerchio nero · d4 cerchio nero · e4 cerchio nero · h4 cerchio nero | 2 |
| 1 | a8 cerchio nero · b8 cerchio nero · c8 cerchio nero · d8 cerchio nero · e8 cerchio nero · f8 cerchio nero · g8 cerchio nero · h8 cerchio nero · a7 cerchio nero · b7 cerchio nero · c7 cerchio nero · d7 cerchio nero · e7 cerchio nero · f7 cerchio nero · g7 cerchio nero · h7 cerchio nero · a6 cerchio nero · b6 cerchio nero · c6 cerchio nero · d6 cerchio nero · e6 cerchio nero · f6 cerchio nero · g6 cerchio nero · h6 cerchio nero · a5 cerchio nero · c5 cerchio nero · d5 cerchio nero · e5 cerchio nero · f5 cerchio nero · h5 cerchio nero · a4 cerchio nero · d4 cerchio nero · e4 cerchio nero · h4 cerchio nero | a8 cerchio nero · b8 cerchio nero · c8 cerchio nero · d8 cerchio nero · e8 cerchio nero · f8 cerchio nero · g8 cerchio nero · h8 cerchio nero · a7 cerchio nero · b7 cerchio nero · c7 cerchio nero · d7 cerchio nero · e7 cerchio nero · f7 cerchio nero · g7 cerchio nero · h7 cerchio nero · a6 cerchio nero · b6 cerchio nero · c6 cerchio nero · d6 cerchio nero · e6 cerchio nero · f6 cerchio nero · g6 cerchio nero · h6 cerchio nero · a5 cerchio nero · c5 cerchio nero · d5 cerchio nero · e5 cerchio nero · f5 cerchio nero · h5 cerchio nero · a4 cerchio nero · d4 cerchio nero · e4 cerchio nero · h4 cerchio nero | a8 cerchio nero · b8 cerchio nero · c8 cerchio nero · d8 cerchio nero · e8 cerchio nero · f8 cerchio nero · g8 cerchio nero · h8 cerchio nero · a7 cerchio nero · b7 cerchio nero · c7 cerchio nero · d7 cerchio nero · e7 cerchio nero · f7 cerchio nero · g7 cerchio nero · h7 cerchio nero · a6 cerchio nero · b6 cerchio nero · c6 cerchio nero · d6 cerchio nero · e6 cerchio nero · f6 cerchio nero · g6 cerchio nero · h6 cerchio nero · a5 cerchio nero · c5 cerchio nero · d5 cerchio nero · e5 cerchio nero · f5 cerchio nero · h5 cerchio nero · a4 cerchio nero · d4 cerchio nero · e4 cerchio nero · h4 cerchio nero | a8 cerchio nero · b8 cerchio nero · c8 cerchio nero · d8 cerchio nero · e8 cerchio nero · f8 cerchio nero · g8 cerchio nero · h8 cerchio nero · a7 cerchio nero · b7 cerchio nero · c7 cerchio nero · d7 cerchio nero · e7 cerchio nero · f7 cerchio nero · g7 cerchio nero · h7 cerchio nero · a6 cerchio nero · b6 cerchio nero · c6 cerchio nero · d6 cerchio nero · e6 cerchio nero · f6 cerchio nero · g6 cerchio nero · h6 cerchio nero · a5 cerchio nero · c5 cerchio nero · d5 cerchio nero · e5 cerchio nero · f5 cerchio nero · h5 cerchio nero · a4 cerchio nero · d4 cerchio nero · e4 cerchio nero · h4 cerchio nero | a8 cerchio nero · b8 cerchio nero · c8 cerchio nero · d8 cerchio nero · e8 cerchio nero · f8 cerchio nero · g8 cerchio nero · h8 cerchio nero · a7 cerchio nero · b7 cerchio nero · c7 cerchio nero · d7 cerchio nero · e7 cerchio nero · f7 cerchio nero · g7 cerchio nero · h7 cerchio nero · a6 cerchio nero · b6 cerchio nero · c6 cerchio nero · d6 cerchio nero · e6 cerchio nero · f6 cerchio nero · g6 cerchio nero · h6 cerchio nero · a5 cerchio nero · c5 cerchio nero · d5 cerchio nero · e5 cerchio nero · f5 cerchio nero · h5 cerchio nero · a4 cerchio nero · d4 cerchio nero · e4 cerchio nero · h4 cerchio nero | a8 cerchio nero · b8 cerchio nero · c8 cerchio nero · d8 cerchio nero · e8 cerchio nero · f8 cerchio nero · g8 cerchio nero · h8 cerchio nero · a7 cerchio nero · b7 cerchio nero · c7 cerchio nero · d7 cerchio nero · e7 cerchio nero · f7 cerchio nero · g7 cerchio nero · h7 cerchio nero · a6 cerchio nero · b6 cerchio nero · c6 cerchio nero · d6 cerchio nero · e6 cerchio nero · f6 cerchio nero · g6 cerchio nero · h6 cerchio nero · a5 cerchio nero · c5 cerchio nero · d5 cerchio nero · e5 cerchio nero · f5 cerchio nero · h5 cerchio nero · a4 cerchio nero · d4 cerchio nero · e4 cerchio nero · h4 cerchio nero | a8 cerchio nero · b8 cerchio nero · c8 cerchio nero · d8 cerchio nero · e8 cerchio nero · f8 cerchio nero · g8 cerchio nero · h8 cerchio nero · a7 cerchio nero · b7 cerchio nero · c7 cerchio nero · d7 cerchio nero · e7 cerchio nero · f7 cerchio nero · g7 cerchio nero · h7 cerchio nero · a6 cerchio nero · b6 cerchio nero · c6 cerchio nero · d6 cerchio nero · e6 cerchio nero · f6 cerchio nero · g6 cerchio nero · h6 cerchio nero · a5 cerchio nero · c5 cerchio nero · d5 cerchio nero · e5 cerchio nero · f5 cerchio nero · h5 cerchio nero · a4 cerchio nero · d4 cerchio nero · e4 cerchio nero · h4 cerchio nero | a8 cerchio nero · b8 cerchio nero · c8 cerchio nero · d8 cerchio nero · e8 cerchio nero · f8 cerchio nero · g8 cerchio nero · h8 cerchio nero · a7 cerchio nero · b7 cerchio nero · c7 cerchio nero · d7 cerchio nero · e7 cerchio nero · f7 cerchio nero · g7 cerchio nero · h7 cerchio nero · a6 cerchio nero · b6 cerchio nero · c6 cerchio nero · d6 cerchio nero · e6 cerchio nero · f6 cerchio nero · g6 cerchio nero · h6 cerchio nero · a5 cerchio nero · c5 cerchio nero · d5 cerchio nero · e5 cerchio nero · f5 cerchio nero · h5 cerchio nero · a4 cerchio nero · d4 cerchio nero · e4 cerchio nero · h4 cerchio nero | 1 |
|   | a | b | c | d | e | f | g | h |   |

La linea Troickij  (o posizione Troickij) è un elemento chiave del raro (ma teoricamente interessante) finali di due cavalli contro un pedone. Prende il nome da Aleksej Troickij, che ha analizzato questo tipo di posizione.
La ragione essenziale per cui la presenza del pedone nero favorisce l'attaccante (convenzionalmente è il Bianco) è la stessa ragione per cui due cavalli, da soli, non possono forzare il matto. Mentre infatti in assenza del pedone il Nero si salva grazie allo stallo, il pedone supplementare garantisce una mossa possibile, dopo la quale il Bianco può dare il matto.
Troickij ha stabilito che se il pedone nero è bloccato da uno dei due cavalli in una casa non più avanzata della linea a4-b6-c5-d4-e4-f5-g6-h4, allora il Bianco può vincere il finale, senza limitazioni sulla posizione degli altri pezzi. Tuttavia, la procedura è difficile e lunga, e può richiedere fino a 115 mosse per arrivare allo scacco matto; in questa situazione, in una partita di torneo, la partita sarebbe patta a causa della regola delle cinquanta mosse: ulteriori analisi, comprendenti questa regola, hanno portato alla formulazione di una seconda linea Troickij (vedi sezione successiva). Se il pedone è oltre la linea Troickij, il risultato teorico dipende dalla posizione del re nero; inoltre il matto è possibile solo in certi angoli. Anche questa situazione è stata analizzata da Troickij.
John Nunn ha analizzato questo finale attraverso le tablebase, affermando che "l'analisi di Troickij e altri è sorprendentemente accurata" ("the analysis of Troitsky and others is astonishingly accurate").
|   | a | b | c | d | e | f | g | h |   |
| 8 | a7 re del nero · e5 re del bianco · f5 cavallo del nero · a3 pedone del bianco · b1 cavallo del nero | a7 re del nero · e5 re del bianco · f5 cavallo del nero · a3 pedone del bianco · b1 cavallo del nero | a7 re del nero · e5 re del bianco · f5 cavallo del nero · a3 pedone del bianco · b1 cavallo del nero | a7 re del nero · e5 re del bianco · f5 cavallo del nero · a3 pedone del bianco · b1 cavallo del nero | a7 re del nero · e5 re del bianco · f5 cavallo del nero · a3 pedone del bianco · b1 cavallo del nero | a7 re del nero · e5 re del bianco · f5 cavallo del nero · a3 pedone del bianco · b1 cavallo del nero | a7 re del nero · e5 re del bianco · f5 cavallo del nero · a3 pedone del bianco · b1 cavallo del nero | a7 re del nero · e5 re del bianco · f5 cavallo del nero · a3 pedone del bianco · b1 cavallo del nero | 8 |
| 7 | a7 re del nero · e5 re del bianco · f5 cavallo del nero · a3 pedone del bianco · b1 cavallo del nero | a7 re del nero · e5 re del bianco · f5 cavallo del nero · a3 pedone del bianco · b1 cavallo del nero | a7 re del nero · e5 re del bianco · f5 cavallo del nero · a3 pedone del bianco · b1 cavallo del nero | a7 re del nero · e5 re del bianco · f5 cavallo del nero · a3 pedone del bianco · b1 cavallo del nero | a7 re del nero · e5 re del bianco · f5 cavallo del nero · a3 pedone del bianco · b1 cavallo del nero | a7 re del nero · e5 re del bianco · f5 cavallo del nero · a3 pedone del bianco · b1 cavallo del nero | a7 re del nero · e5 re del bianco · f5 cavallo del nero · a3 pedone del bianco · b1 cavallo del nero | a7 re del nero · e5 re del bianco · f5 cavallo del nero · a3 pedone del bianco · b1 cavallo del nero | 7 |
| 6 | a7 re del nero · e5 re del bianco · f5 cavallo del nero · a3 pedone del bianco · b1 cavallo del nero | a7 re del nero · e5 re del bianco · f5 cavallo del nero · a3 pedone del bianco · b1 cavallo del nero | a7 re del nero · e5 re del bianco · f5 cavallo del nero · a3 pedone del bianco · b1 cavallo del nero | a7 re del nero · e5 re del bianco · f5 cavallo del nero · a3 pedone del bianco · b1 cavallo del nero | a7 re del nero · e5 re del bianco · f5 cavallo del nero · a3 pedone del bianco · b1 cavallo del nero | a7 re del nero · e5 re del bianco · f5 cavallo del nero · a3 pedone del bianco · b1 cavallo del nero | a7 re del nero · e5 re del bianco · f5 cavallo del nero · a3 pedone del bianco · b1 cavallo del nero | a7 re del nero · e5 re del bianco · f5 cavallo del nero · a3 pedone del bianco · b1 cavallo del nero | 6 |
| 5 | a7 re del nero · e5 re del bianco · f5 cavallo del nero · a3 pedone del bianco · b1 cavallo del nero | a7 re del nero · e5 re del bianco · f5 cavallo del nero · a3 pedone del bianco · b1 cavallo del nero | a7 re del nero · e5 re del bianco · f5 cavallo del nero · a3 pedone del bianco · b1 cavallo del nero | a7 re del nero · e5 re del bianco · f5 cavallo del nero · a3 pedone del bianco · b1 cavallo del nero | a7 re del nero · e5 re del bianco · f5 cavallo del nero · a3 pedone del bianco · b1 cavallo del nero | a7 re del nero · e5 re del bianco · f5 cavallo del nero · a3 pedone del bianco · b1 cavallo del nero | a7 re del nero · e5 re del bianco · f5 cavallo del nero · a3 pedone del bianco · b1 cavallo del nero | a7 re del nero · e5 re del bianco · f5 cavallo del nero · a3 pedone del bianco · b1 cavallo del nero | 5 |
| 4 | a7 re del nero · e5 re del bianco · f5 cavallo del nero · a3 pedone del bianco · b1 cavallo del nero | a7 re del nero · e5 re del bianco · f5 cavallo del nero · a3 pedone del bianco · b1 cavallo del nero | a7 re del nero · e5 re del bianco · f5 cavallo del nero · a3 pedone del bianco · b1 cavallo del nero | a7 re del nero · e5 re del bianco · f5 cavallo del nero · a3 pedone del bianco · b1 cavallo del nero | a7 re del nero · e5 re del bianco · f5 cavallo del nero · a3 pedone del bianco · b1 cavallo del nero | a7 re del nero · e5 re del bianco · f5 cavallo del nero · a3 pedone del bianco · b1 cavallo del nero | a7 re del nero · e5 re del bianco · f5 cavallo del nero · a3 pedone del bianco · b1 cavallo del nero | a7 re del nero · e5 re del bianco · f5 cavallo del nero · a3 pedone del bianco · b1 cavallo del nero | 4 |
| 3 | a7 re del nero · e5 re del bianco · f5 cavallo del nero · a3 pedone del bianco · b1 cavallo del nero | a7 re del nero · e5 re del bianco · f5 cavallo del nero · a3 pedone del bianco · b1 cavallo del nero | a7 re del nero · e5 re del bianco · f5 cavallo del nero · a3 pedone del bianco · b1 cavallo del nero | a7 re del nero · e5 re del bianco · f5 cavallo del nero · a3 pedone del bianco · b1 cavallo del nero | a7 re del nero · e5 re del bianco · f5 cavallo del nero · a3 pedone del bianco · b1 cavallo del nero | a7 re del nero · e5 re del bianco · f5 cavallo del nero · a3 pedone del bianco · b1 cavallo del nero | a7 re del nero · e5 re del bianco · f5 cavallo del nero · a3 pedone del bianco · b1 cavallo del nero | a7 re del nero · e5 re del bianco · f5 cavallo del nero · a3 pedone del bianco · b1 cavallo del nero | 3 |
| 2 | a7 re del nero · e5 re del bianco · f5 cavallo del nero · a3 pedone del bianco · b1 cavallo del nero | a7 re del nero · e5 re del bianco · f5 cavallo del nero · a3 pedone del bianco · b1 cavallo del nero | a7 re del nero · e5 re del bianco · f5 cavallo del nero · a3 pedone del bianco · b1 cavallo del nero | a7 re del nero · e5 re del bianco · f5 cavallo del nero · a3 pedone del bianco · b1 cavallo del nero | a7 re del nero · e5 re del bianco · f5 cavallo del nero · a3 pedone del bianco · b1 cavallo del nero | a7 re del nero · e5 re del bianco · f5 cavallo del nero · a3 pedone del bianco · b1 cavallo del nero | a7 re del nero · e5 re del bianco · f5 cavallo del nero · a3 pedone del bianco · b1 cavallo del nero | a7 re del nero · e5 re del bianco · f5 cavallo del nero · a3 pedone del bianco · b1 cavallo del nero | 2 |
| 1 | a7 re del nero · e5 re del bianco · f5 cavallo del nero · a3 pedone del bianco · b1 cavallo del nero | a7 re del nero · e5 re del bianco · f5 cavallo del nero · a3 pedone del bianco · b1 cavallo del nero | a7 re del nero · e5 re del bianco · f5 cavallo del nero · a3 pedone del bianco · b1 cavallo del nero | a7 re del nero · e5 re del bianco · f5 cavallo del nero · a3 pedone del bianco · b1 cavallo del nero | a7 re del nero · e5 re del bianco · f5 cavallo del nero · a3 pedone del bianco · b1 cavallo del nero | a7 re del nero · e5 re del bianco · f5 cavallo del nero · a3 pedone del bianco · b1 cavallo del nero | a7 re del nero · e5 re del bianco · f5 cavallo del nero · a3 pedone del bianco · b1 cavallo del nero | a7 re del nero · e5 re del bianco · f5 cavallo del nero · a3 pedone del bianco · b1 cavallo del nero | 1 |
|   | a | b | c | d | e | f | g | h |   |

### Esempi
|   | a | b | c | d | e | f | g | h |   |
| 8 | f7 re del bianco · h7 re del nero · f5 cavallo del bianco · d3 pedone del nero · d2 cavallo del bianco | f7 re del bianco · h7 re del nero · f5 cavallo del bianco · d3 pedone del nero · d2 cavallo del bianco | f7 re del bianco · h7 re del nero · f5 cavallo del bianco · d3 pedone del nero · d2 cavallo del bianco | f7 re del bianco · h7 re del nero · f5 cavallo del bianco · d3 pedone del nero · d2 cavallo del bianco | f7 re del bianco · h7 re del nero · f5 cavallo del bianco · d3 pedone del nero · d2 cavallo del bianco | f7 re del bianco · h7 re del nero · f5 cavallo del bianco · d3 pedone del nero · d2 cavallo del bianco | f7 re del bianco · h7 re del nero · f5 cavallo del bianco · d3 pedone del nero · d2 cavallo del bianco | f7 re del bianco · h7 re del nero · f5 cavallo del bianco · d3 pedone del nero · d2 cavallo del bianco | 8 |
| 7 | f7 re del bianco · h7 re del nero · f5 cavallo del bianco · d3 pedone del nero · d2 cavallo del bianco | f7 re del bianco · h7 re del nero · f5 cavallo del bianco · d3 pedone del nero · d2 cavallo del bianco | f7 re del bianco · h7 re del nero · f5 cavallo del bianco · d3 pedone del nero · d2 cavallo del bianco | f7 re del bianco · h7 re del nero · f5 cavallo del bianco · d3 pedone del nero · d2 cavallo del bianco | f7 re del bianco · h7 re del nero · f5 cavallo del bianco · d3 pedone del nero · d2 cavallo del bianco | f7 re del bianco · h7 re del nero · f5 cavallo del bianco · d3 pedone del nero · d2 cavallo del bianco | f7 re del bianco · h7 re del nero · f5 cavallo del bianco · d3 pedone del nero · d2 cavallo del bianco | f7 re del bianco · h7 re del nero · f5 cavallo del bianco · d3 pedone del nero · d2 cavallo del bianco | 7 |
| 6 | f7 re del bianco · h7 re del nero · f5 cavallo del bianco · d3 pedone del nero · d2 cavallo del bianco | f7 re del bianco · h7 re del nero · f5 cavallo del bianco · d3 pedone del nero · d2 cavallo del bianco | f7 re del bianco · h7 re del nero · f5 cavallo del bianco · d3 pedone del nero · d2 cavallo del bianco | f7 re del bianco · h7 re del nero · f5 cavallo del bianco · d3 pedone del nero · d2 cavallo del bianco | f7 re del bianco · h7 re del nero · f5 cavallo del bianco · d3 pedone del nero · d2 cavallo del bianco | f7 re del bianco · h7 re del nero · f5 cavallo del bianco · d3 pedone del nero · d2 cavallo del bianco | f7 re del bianco · h7 re del nero · f5 cavallo del bianco · d3 pedone del nero · d2 cavallo del bianco | f7 re del bianco · h7 re del nero · f5 cavallo del bianco · d3 pedone del nero · d2 cavallo del bianco | 6 |
| 5 | f7 re del bianco · h7 re del nero · f5 cavallo del bianco · d3 pedone del nero · d2 cavallo del bianco | f7 re del bianco · h7 re del nero · f5 cavallo del bianco · d3 pedone del nero · d2 cavallo del bianco | f7 re del bianco · h7 re del nero · f5 cavallo del bianco · d3 pedone del nero · d2 cavallo del bianco | f7 re del bianco · h7 re del nero · f5 cavallo del bianco · d3 pedone del nero · d2 cavallo del bianco | f7 re del bianco · h7 re del nero · f5 cavallo del bianco · d3 pedone del nero · d2 cavallo del bianco | f7 re del bianco · h7 re del nero · f5 cavallo del bianco · d3 pedone del nero · d2 cavallo del bianco | f7 re del bianco · h7 re del nero · f5 cavallo del bianco · d3 pedone del nero · d2 cavallo del bianco | f7 re del bianco · h7 re del nero · f5 cavallo del bianco · d3 pedone del nero · d2 cavallo del bianco | 5 |
| 4 | f7 re del bianco · h7 re del nero · f5 cavallo del bianco · d3 pedone del nero · d2 cavallo del bianco | f7 re del bianco · h7 re del nero · f5 cavallo del bianco · d3 pedone del nero · d2 cavallo del bianco | f7 re del bianco · h7 re del nero · f5 cavallo del bianco · d3 pedone del nero · d2 cavallo del bianco | f7 re del bianco · h7 re del nero · f5 cavallo del bianco · d3 pedone del nero · d2 cavallo del bianco | f7 re del bianco · h7 re del nero · f5 cavallo del bianco · d3 pedone del nero · d2 cavallo del bianco | f7 re del bianco · h7 re del nero · f5 cavallo del bianco · d3 pedone del nero · d2 cavallo del bianco | f7 re del bianco · h7 re del nero · f5 cavallo del bianco · d3 pedone del nero · d2 cavallo del bianco | f7 re del bianco · h7 re del nero · f5 cavallo del bianco · d3 pedone del nero · d2 cavallo del bianco | 4 |
| 3 | f7 re del bianco · h7 re del nero · f5 cavallo del bianco · d3 pedone del nero · d2 cavallo del bianco | f7 re del bianco · h7 re del nero · f5 cavallo del bianco · d3 pedone del nero · d2 cavallo del bianco | f7 re del bianco · h7 re del nero · f5 cavallo del bianco · d3 pedone del nero · d2 cavallo del bianco | f7 re del bianco · h7 re del nero · f5 cavallo del bianco · d3 pedone del nero · d2 cavallo del bianco | f7 re del bianco · h7 re del nero · f5 cavallo del bianco · d3 pedone del nero · d2 cavallo del bianco | f7 re del bianco · h7 re del nero · f5 cavallo del bianco · d3 pedone del nero · d2 cavallo del bianco | f7 re del bianco · h7 re del nero · f5 cavallo del bianco · d3 pedone del nero · d2 cavallo del bianco | f7 re del bianco · h7 re del nero · f5 cavallo del bianco · d3 pedone del nero · d2 cavallo del bianco | 3 |
| 2 | f7 re del bianco · h7 re del nero · f5 cavallo del bianco · d3 pedone del nero · d2 cavallo del bianco | f7 re del bianco · h7 re del nero · f5 cavallo del bianco · d3 pedone del nero · d2 cavallo del bianco | f7 re del bianco · h7 re del nero · f5 cavallo del bianco · d3 pedone del nero · d2 cavallo del bianco | f7 re del bianco · h7 re del nero · f5 cavallo del bianco · d3 pedone del nero · d2 cavallo del bianco | f7 re del bianco · h7 re del nero · f5 cavallo del bianco · d3 pedone del nero · d2 cavallo del bianco | f7 re del bianco · h7 re del nero · f5 cavallo del bianco · d3 pedone del nero · d2 cavallo del bianco | f7 re del bianco · h7 re del nero · f5 cavallo del bianco · d3 pedone del nero · d2 cavallo del bianco | f7 re del bianco · h7 re del nero · f5 cavallo del bianco · d3 pedone del nero · d2 cavallo del bianco | 2 |
| 1 | f7 re del bianco · h7 re del nero · f5 cavallo del bianco · d3 pedone del nero · d2 cavallo del bianco | f7 re del bianco · h7 re del nero · f5 cavallo del bianco · d3 pedone del nero · d2 cavallo del bianco | f7 re del bianco · h7 re del nero · f5 cavallo del bianco · d3 pedone del nero · d2 cavallo del bianco | f7 re del bianco · h7 re del nero · f5 cavallo del bianco · d3 pedone del nero · d2 cavallo del bianco | f7 re del bianco · h7 re del nero · f5 cavallo del bianco · d3 pedone del nero · d2 cavallo del bianco | f7 re del bianco · h7 re del nero · f5 cavallo del bianco · d3 pedone del nero · d2 cavallo del bianco | f7 re del bianco · h7 re del nero · f5 cavallo del bianco · d3 pedone del nero · d2 cavallo del bianco | f7 re del bianco · h7 re del nero · f5 cavallo del bianco · d3 pedone del nero · d2 cavallo del bianco | 1 |
|   | a | b | c | d | e | f | g | h |   |

Questo diagramma mostra un esempio di come la presenza di un pedone renda le cose peggiori per il Nero, anche se il pedone ha passato la linea Troickij. Qui infatti il Bianco può giocare
1. Ce4 d2
2. Cf6+ Rh8
3. Ce7 d1=D (senza il pedone qui si avrebbe avuto lo stallo, e il Bianco non avrebbe potuto forzare il matto.)
4. Cg6#

|   | a | b | c | d | e | f | g | h |   |
| 8 | g4 pedone del nero · b3 re del bianco · d3 cavallo del bianco · e2 cavallo del bianco · b1 re del nero | g4 pedone del nero · b3 re del bianco · d3 cavallo del bianco · e2 cavallo del bianco · b1 re del nero | g4 pedone del nero · b3 re del bianco · d3 cavallo del bianco · e2 cavallo del bianco · b1 re del nero | g4 pedone del nero · b3 re del bianco · d3 cavallo del bianco · e2 cavallo del bianco · b1 re del nero | g4 pedone del nero · b3 re del bianco · d3 cavallo del bianco · e2 cavallo del bianco · b1 re del nero | g4 pedone del nero · b3 re del bianco · d3 cavallo del bianco · e2 cavallo del bianco · b1 re del nero | g4 pedone del nero · b3 re del bianco · d3 cavallo del bianco · e2 cavallo del bianco · b1 re del nero | g4 pedone del nero · b3 re del bianco · d3 cavallo del bianco · e2 cavallo del bianco · b1 re del nero | 8 |
| 7 | g4 pedone del nero · b3 re del bianco · d3 cavallo del bianco · e2 cavallo del bianco · b1 re del nero | g4 pedone del nero · b3 re del bianco · d3 cavallo del bianco · e2 cavallo del bianco · b1 re del nero | g4 pedone del nero · b3 re del bianco · d3 cavallo del bianco · e2 cavallo del bianco · b1 re del nero | g4 pedone del nero · b3 re del bianco · d3 cavallo del bianco · e2 cavallo del bianco · b1 re del nero | g4 pedone del nero · b3 re del bianco · d3 cavallo del bianco · e2 cavallo del bianco · b1 re del nero | g4 pedone del nero · b3 re del bianco · d3 cavallo del bianco · e2 cavallo del bianco · b1 re del nero | g4 pedone del nero · b3 re del bianco · d3 cavallo del bianco · e2 cavallo del bianco · b1 re del nero | g4 pedone del nero · b3 re del bianco · d3 cavallo del bianco · e2 cavallo del bianco · b1 re del nero | 7 |
| 6 | g4 pedone del nero · b3 re del bianco · d3 cavallo del bianco · e2 cavallo del bianco · b1 re del nero | g4 pedone del nero · b3 re del bianco · d3 cavallo del bianco · e2 cavallo del bianco · b1 re del nero | g4 pedone del nero · b3 re del bianco · d3 cavallo del bianco · e2 cavallo del bianco · b1 re del nero | g4 pedone del nero · b3 re del bianco · d3 cavallo del bianco · e2 cavallo del bianco · b1 re del nero | g4 pedone del nero · b3 re del bianco · d3 cavallo del bianco · e2 cavallo del bianco · b1 re del nero | g4 pedone del nero · b3 re del bianco · d3 cavallo del bianco · e2 cavallo del bianco · b1 re del nero | g4 pedone del nero · b3 re del bianco · d3 cavallo del bianco · e2 cavallo del bianco · b1 re del nero | g4 pedone del nero · b3 re del bianco · d3 cavallo del bianco · e2 cavallo del bianco · b1 re del nero | 6 |
| 5 | g4 pedone del nero · b3 re del bianco · d3 cavallo del bianco · e2 cavallo del bianco · b1 re del nero | g4 pedone del nero · b3 re del bianco · d3 cavallo del bianco · e2 cavallo del bianco · b1 re del nero | g4 pedone del nero · b3 re del bianco · d3 cavallo del bianco · e2 cavallo del bianco · b1 re del nero | g4 pedone del nero · b3 re del bianco · d3 cavallo del bianco · e2 cavallo del bianco · b1 re del nero | g4 pedone del nero · b3 re del bianco · d3 cavallo del bianco · e2 cavallo del bianco · b1 re del nero | g4 pedone del nero · b3 re del bianco · d3 cavallo del bianco · e2 cavallo del bianco · b1 re del nero | g4 pedone del nero · b3 re del bianco · d3 cavallo del bianco · e2 cavallo del bianco · b1 re del nero | g4 pedone del nero · b3 re del bianco · d3 cavallo del bianco · e2 cavallo del bianco · b1 re del nero | 5 |
| 4 | g4 pedone del nero · b3 re del bianco · d3 cavallo del bianco · e2 cavallo del bianco · b1 re del nero | g4 pedone del nero · b3 re del bianco · d3 cavallo del bianco · e2 cavallo del bianco · b1 re del nero | g4 pedone del nero · b3 re del bianco · d3 cavallo del bianco · e2 cavallo del bianco · b1 re del nero | g4 pedone del nero · b3 re del bianco · d3 cavallo del bianco · e2 cavallo del bianco · b1 re del nero | g4 pedone del nero · b3 re del bianco · d3 cavallo del bianco · e2 cavallo del bianco · b1 re del nero | g4 pedone del nero · b3 re del bianco · d3 cavallo del bianco · e2 cavallo del bianco · b1 re del nero | g4 pedone del nero · b3 re del bianco · d3 cavallo del bianco · e2 cavallo del bianco · b1 re del nero | g4 pedone del nero · b3 re del bianco · d3 cavallo del bianco · e2 cavallo del bianco · b1 re del nero | 4 |
| 3 | g4 pedone del nero · b3 re del bianco · d3 cavallo del bianco · e2 cavallo del bianco · b1 re del nero | g4 pedone del nero · b3 re del bianco · d3 cavallo del bianco · e2 cavallo del bianco · b1 re del nero | g4 pedone del nero · b3 re del bianco · d3 cavallo del bianco · e2 cavallo del bianco · b1 re del nero | g4 pedone del nero · b3 re del bianco · d3 cavallo del bianco · e2 cavallo del bianco · b1 re del nero | g4 pedone del nero · b3 re del bianco · d3 cavallo del bianco · e2 cavallo del bianco · b1 re del nero | g4 pedone del nero · b3 re del bianco · d3 cavallo del bianco · e2 cavallo del bianco · b1 re del nero | g4 pedone del nero · b3 re del bianco · d3 cavallo del bianco · e2 cavallo del bianco · b1 re del nero | g4 pedone del nero · b3 re del bianco · d3 cavallo del bianco · e2 cavallo del bianco · b1 re del nero | 3 |
| 2 | g4 pedone del nero · b3 re del bianco · d3 cavallo del bianco · e2 cavallo del bianco · b1 re del nero | g4 pedone del nero · b3 re del bianco · d3 cavallo del bianco · e2 cavallo del bianco · b1 re del nero | g4 pedone del nero · b3 re del bianco · d3 cavallo del bianco · e2 cavallo del bianco · b1 re del nero | g4 pedone del nero · b3 re del bianco · d3 cavallo del bianco · e2 cavallo del bianco · b1 re del nero | g4 pedone del nero · b3 re del bianco · d3 cavallo del bianco · e2 cavallo del bianco · b1 re del nero | g4 pedone del nero · b3 re del bianco · d3 cavallo del bianco · e2 cavallo del bianco · b1 re del nero | g4 pedone del nero · b3 re del bianco · d3 cavallo del bianco · e2 cavallo del bianco · b1 re del nero | g4 pedone del nero · b3 re del bianco · d3 cavallo del bianco · e2 cavallo del bianco · b1 re del nero | 2 |
| 1 | g4 pedone del nero · b3 re del bianco · d3 cavallo del bianco · e2 cavallo del bianco · b1 re del nero | g4 pedone del nero · b3 re del bianco · d3 cavallo del bianco · e2 cavallo del bianco · b1 re del nero | g4 pedone del nero · b3 re del bianco · d3 cavallo del bianco · e2 cavallo del bianco · b1 re del nero | g4 pedone del nero · b3 re del bianco · d3 cavallo del bianco · e2 cavallo del bianco · b1 re del nero | g4 pedone del nero · b3 re del bianco · d3 cavallo del bianco · e2 cavallo del bianco · b1 re del nero | g4 pedone del nero · b3 re del bianco · d3 cavallo del bianco · e2 cavallo del bianco · b1 re del nero | g4 pedone del nero · b3 re del bianco · d3 cavallo del bianco · e2 cavallo del bianco · b1 re del nero | g4 pedone del nero · b3 re del bianco · d3 cavallo del bianco · e2 cavallo del bianco · b1 re del nero | 1 |
|   | a | b | c | d | e | f | g | h |   |

Un raro esempio di finale di questo tipo in partite reali è avvenuto nel 2000, in un match semilampo tra Veselin Topalov (col Bianco) e Anatolij Karpov (col Nero). Nonostante la posizione fosse teoricamente patta, Karpov perse, apparentemente senza conoscere la teoria di questo finale, conducendo il suo re verso l'angolo sbagliato. Topalov vinse la partita nonostante un suo errore, seguito però da un altro errore di Karpov.

## Seconda linea Troickij
|   | a | b | c | d | e | f | g | h |   |
| 8 | b6 croce nera · g6 croce nera · a5 cerchio nero · c5 cerchio nero · d5 cerchio nero · e5 cerchio nero · f5 cerchio nero · h5 cerchio nero | b6 croce nera · g6 croce nera · a5 cerchio nero · c5 cerchio nero · d5 cerchio nero · e5 cerchio nero · f5 cerchio nero · h5 cerchio nero | b6 croce nera · g6 croce nera · a5 cerchio nero · c5 cerchio nero · d5 cerchio nero · e5 cerchio nero · f5 cerchio nero · h5 cerchio nero | b6 croce nera · g6 croce nera · a5 cerchio nero · c5 cerchio nero · d5 cerchio nero · e5 cerchio nero · f5 cerchio nero · h5 cerchio nero | b6 croce nera · g6 croce nera · a5 cerchio nero · c5 cerchio nero · d5 cerchio nero · e5 cerchio nero · f5 cerchio nero · h5 cerchio nero | b6 croce nera · g6 croce nera · a5 cerchio nero · c5 cerchio nero · d5 cerchio nero · e5 cerchio nero · f5 cerchio nero · h5 cerchio nero | b6 croce nera · g6 croce nera · a5 cerchio nero · c5 cerchio nero · d5 cerchio nero · e5 cerchio nero · f5 cerchio nero · h5 cerchio nero | b6 croce nera · g6 croce nera · a5 cerchio nero · c5 cerchio nero · d5 cerchio nero · e5 cerchio nero · f5 cerchio nero · h5 cerchio nero | 8 |
| 7 | b6 croce nera · g6 croce nera · a5 cerchio nero · c5 cerchio nero · d5 cerchio nero · e5 cerchio nero · f5 cerchio nero · h5 cerchio nero | b6 croce nera · g6 croce nera · a5 cerchio nero · c5 cerchio nero · d5 cerchio nero · e5 cerchio nero · f5 cerchio nero · h5 cerchio nero | b6 croce nera · g6 croce nera · a5 cerchio nero · c5 cerchio nero · d5 cerchio nero · e5 cerchio nero · f5 cerchio nero · h5 cerchio nero | b6 croce nera · g6 croce nera · a5 cerchio nero · c5 cerchio nero · d5 cerchio nero · e5 cerchio nero · f5 cerchio nero · h5 cerchio nero | b6 croce nera · g6 croce nera · a5 cerchio nero · c5 cerchio nero · d5 cerchio nero · e5 cerchio nero · f5 cerchio nero · h5 cerchio nero | b6 croce nera · g6 croce nera · a5 cerchio nero · c5 cerchio nero · d5 cerchio nero · e5 cerchio nero · f5 cerchio nero · h5 cerchio nero | b6 croce nera · g6 croce nera · a5 cerchio nero · c5 cerchio nero · d5 cerchio nero · e5 cerchio nero · f5 cerchio nero · h5 cerchio nero | b6 croce nera · g6 croce nera · a5 cerchio nero · c5 cerchio nero · d5 cerchio nero · e5 cerchio nero · f5 cerchio nero · h5 cerchio nero | 7 |
| 6 | b6 croce nera · g6 croce nera · a5 cerchio nero · c5 cerchio nero · d5 cerchio nero · e5 cerchio nero · f5 cerchio nero · h5 cerchio nero | b6 croce nera · g6 croce nera · a5 cerchio nero · c5 cerchio nero · d5 cerchio nero · e5 cerchio nero · f5 cerchio nero · h5 cerchio nero | b6 croce nera · g6 croce nera · a5 cerchio nero · c5 cerchio nero · d5 cerchio nero · e5 cerchio nero · f5 cerchio nero · h5 cerchio nero | b6 croce nera · g6 croce nera · a5 cerchio nero · c5 cerchio nero · d5 cerchio nero · e5 cerchio nero · f5 cerchio nero · h5 cerchio nero | b6 croce nera · g6 croce nera · a5 cerchio nero · c5 cerchio nero · d5 cerchio nero · e5 cerchio nero · f5 cerchio nero · h5 cerchio nero | b6 croce nera · g6 croce nera · a5 cerchio nero · c5 cerchio nero · d5 cerchio nero · e5 cerchio nero · f5 cerchio nero · h5 cerchio nero | b6 croce nera · g6 croce nera · a5 cerchio nero · c5 cerchio nero · d5 cerchio nero · e5 cerchio nero · f5 cerchio nero · h5 cerchio nero | b6 croce nera · g6 croce nera · a5 cerchio nero · c5 cerchio nero · d5 cerchio nero · e5 cerchio nero · f5 cerchio nero · h5 cerchio nero | 6 |
| 5 | b6 croce nera · g6 croce nera · a5 cerchio nero · c5 cerchio nero · d5 cerchio nero · e5 cerchio nero · f5 cerchio nero · h5 cerchio nero | b6 croce nera · g6 croce nera · a5 cerchio nero · c5 cerchio nero · d5 cerchio nero · e5 cerchio nero · f5 cerchio nero · h5 cerchio nero | b6 croce nera · g6 croce nera · a5 cerchio nero · c5 cerchio nero · d5 cerchio nero · e5 cerchio nero · f5 cerchio nero · h5 cerchio nero | b6 croce nera · g6 croce nera · a5 cerchio nero · c5 cerchio nero · d5 cerchio nero · e5 cerchio nero · f5 cerchio nero · h5 cerchio nero | b6 croce nera · g6 croce nera · a5 cerchio nero · c5 cerchio nero · d5 cerchio nero · e5 cerchio nero · f5 cerchio nero · h5 cerchio nero | b6 croce nera · g6 croce nera · a5 cerchio nero · c5 cerchio nero · d5 cerchio nero · e5 cerchio nero · f5 cerchio nero · h5 cerchio nero | b6 croce nera · g6 croce nera · a5 cerchio nero · c5 cerchio nero · d5 cerchio nero · e5 cerchio nero · f5 cerchio nero · h5 cerchio nero | b6 croce nera · g6 croce nera · a5 cerchio nero · c5 cerchio nero · d5 cerchio nero · e5 cerchio nero · f5 cerchio nero · h5 cerchio nero | 5 |
| 4 | b6 croce nera · g6 croce nera · a5 cerchio nero · c5 cerchio nero · d5 cerchio nero · e5 cerchio nero · f5 cerchio nero · h5 cerchio nero | b6 croce nera · g6 croce nera · a5 cerchio nero · c5 cerchio nero · d5 cerchio nero · e5 cerchio nero · f5 cerchio nero · h5 cerchio nero | b6 croce nera · g6 croce nera · a5 cerchio nero · c5 cerchio nero · d5 cerchio nero · e5 cerchio nero · f5 cerchio nero · h5 cerchio nero | b6 croce nera · g6 croce nera · a5 cerchio nero · c5 cerchio nero · d5 cerchio nero · e5 cerchio nero · f5 cerchio nero · h5 cerchio nero | b6 croce nera · g6 croce nera · a5 cerchio nero · c5 cerchio nero · d5 cerchio nero · e5 cerchio nero · f5 cerchio nero · h5 cerchio nero | b6 croce nera · g6 croce nera · a5 cerchio nero · c5 cerchio nero · d5 cerchio nero · e5 cerchio nero · f5 cerchio nero · h5 cerchio nero | b6 croce nera · g6 croce nera · a5 cerchio nero · c5 cerchio nero · d5 cerchio nero · e5 cerchio nero · f5 cerchio nero · h5 cerchio nero | b6 croce nera · g6 croce nera · a5 cerchio nero · c5 cerchio nero · d5 cerchio nero · e5 cerchio nero · f5 cerchio nero · h5 cerchio nero | 4 |
| 3 | b6 croce nera · g6 croce nera · a5 cerchio nero · c5 cerchio nero · d5 cerchio nero · e5 cerchio nero · f5 cerchio nero · h5 cerchio nero | b6 croce nera · g6 croce nera · a5 cerchio nero · c5 cerchio nero · d5 cerchio nero · e5 cerchio nero · f5 cerchio nero · h5 cerchio nero | b6 croce nera · g6 croce nera · a5 cerchio nero · c5 cerchio nero · d5 cerchio nero · e5 cerchio nero · f5 cerchio nero · h5 cerchio nero | b6 croce nera · g6 croce nera · a5 cerchio nero · c5 cerchio nero · d5 cerchio nero · e5 cerchio nero · f5 cerchio nero · h5 cerchio nero | b6 croce nera · g6 croce nera · a5 cerchio nero · c5 cerchio nero · d5 cerchio nero · e5 cerchio nero · f5 cerchio nero · h5 cerchio nero | b6 croce nera · g6 croce nera · a5 cerchio nero · c5 cerchio nero · d5 cerchio nero · e5 cerchio nero · f5 cerchio nero · h5 cerchio nero | b6 croce nera · g6 croce nera · a5 cerchio nero · c5 cerchio nero · d5 cerchio nero · e5 cerchio nero · f5 cerchio nero · h5 cerchio nero | b6 croce nera · g6 croce nera · a5 cerchio nero · c5 cerchio nero · d5 cerchio nero · e5 cerchio nero · f5 cerchio nero · h5 cerchio nero | 3 |
| 2 | b6 croce nera · g6 croce nera · a5 cerchio nero · c5 cerchio nero · d5 cerchio nero · e5 cerchio nero · f5 cerchio nero · h5 cerchio nero | b6 croce nera · g6 croce nera · a5 cerchio nero · c5 cerchio nero · d5 cerchio nero · e5 cerchio nero · f5 cerchio nero · h5 cerchio nero | b6 croce nera · g6 croce nera · a5 cerchio nero · c5 cerchio nero · d5 cerchio nero · e5 cerchio nero · f5 cerchio nero · h5 cerchio nero | b6 croce nera · g6 croce nera · a5 cerchio nero · c5 cerchio nero · d5 cerchio nero · e5 cerchio nero · f5 cerchio nero · h5 cerchio nero | b6 croce nera · g6 croce nera · a5 cerchio nero · c5 cerchio nero · d5 cerchio nero · e5 cerchio nero · f5 cerchio nero · h5 cerchio nero | b6 croce nera · g6 croce nera · a5 cerchio nero · c5 cerchio nero · d5 cerchio nero · e5 cerchio nero · f5 cerchio nero · h5 cerchio nero | b6 croce nera · g6 croce nera · a5 cerchio nero · c5 cerchio nero · d5 cerchio nero · e5 cerchio nero · f5 cerchio nero · h5 cerchio nero | b6 croce nera · g6 croce nera · a5 cerchio nero · c5 cerchio nero · d5 cerchio nero · e5 cerchio nero · f5 cerchio nero · h5 cerchio nero | 2 |
| 1 | b6 croce nera · g6 croce nera · a5 cerchio nero · c5 cerchio nero · d5 cerchio nero · e5 cerchio nero · f5 cerchio nero · h5 cerchio nero | b6 croce nera · g6 croce nera · a5 cerchio nero · c5 cerchio nero · d5 cerchio nero · e5 cerchio nero · f5 cerchio nero · h5 cerchio nero | b6 croce nera · g6 croce nera · a5 cerchio nero · c5 cerchio nero · d5 cerchio nero · e5 cerchio nero · f5 cerchio nero · h5 cerchio nero | b6 croce nera · g6 croce nera · a5 cerchio nero · c5 cerchio nero · d5 cerchio nero · e5 cerchio nero · f5 cerchio nero · h5 cerchio nero | b6 croce nera · g6 croce nera · a5 cerchio nero · c5 cerchio nero · d5 cerchio nero · e5 cerchio nero · f5 cerchio nero · h5 cerchio nero | b6 croce nera · g6 croce nera · a5 cerchio nero · c5 cerchio nero · d5 cerchio nero · e5 cerchio nero · f5 cerchio nero · h5 cerchio nero | b6 croce nera · g6 croce nera · a5 cerchio nero · c5 cerchio nero · d5 cerchio nero · e5 cerchio nero · f5 cerchio nero · h5 cerchio nero | b6 croce nera · g6 croce nera · a5 cerchio nero · c5 cerchio nero · d5 cerchio nero · e5 cerchio nero · f5 cerchio nero · h5 cerchio nero | 1 |
|   | a | b | c | d | e | f | g | h |   |

Poiché molte delle vittorie teoriche che si hanno quando il pedone è bloccato prima della linea Troickij richiedono più di cinquanta mosse (e quindi sarebbero patte per la regola delle cinquanta mosse), Karsten Müller ha posto la questione di individuare una seconda linea Troickij, che corrisponde al limite della zona dietro la quale deve trovarsi il pedone avversario perché i cavalli possano vincere.
Questa seconda linea è illustrata nel diagramma a destra: ad eccezione delle colonne di cavallo, questa si trova sulla quinta traversa (in corrispondenza dei punti neri); sulle colonne b e g, invece, le x indicano i punti dietro ai quali il Bianco può forzare la vittoria in più del 99% delle posizioni.

## Più pedoni
|   | a | b | c | d | e | f | g | h |   |
| 8 | c5 re del nero · d5 pedone del nero · e5 pedone del nero · b2 re del bianco · d2 cavallo del bianco · e2 cavallo del bianco | c5 re del nero · d5 pedone del nero · e5 pedone del nero · b2 re del bianco · d2 cavallo del bianco · e2 cavallo del bianco | c5 re del nero · d5 pedone del nero · e5 pedone del nero · b2 re del bianco · d2 cavallo del bianco · e2 cavallo del bianco | c5 re del nero · d5 pedone del nero · e5 pedone del nero · b2 re del bianco · d2 cavallo del bianco · e2 cavallo del bianco | c5 re del nero · d5 pedone del nero · e5 pedone del nero · b2 re del bianco · d2 cavallo del bianco · e2 cavallo del bianco | c5 re del nero · d5 pedone del nero · e5 pedone del nero · b2 re del bianco · d2 cavallo del bianco · e2 cavallo del bianco | c5 re del nero · d5 pedone del nero · e5 pedone del nero · b2 re del bianco · d2 cavallo del bianco · e2 cavallo del bianco | c5 re del nero · d5 pedone del nero · e5 pedone del nero · b2 re del bianco · d2 cavallo del bianco · e2 cavallo del bianco | 8 |
| 7 | c5 re del nero · d5 pedone del nero · e5 pedone del nero · b2 re del bianco · d2 cavallo del bianco · e2 cavallo del bianco | c5 re del nero · d5 pedone del nero · e5 pedone del nero · b2 re del bianco · d2 cavallo del bianco · e2 cavallo del bianco | c5 re del nero · d5 pedone del nero · e5 pedone del nero · b2 re del bianco · d2 cavallo del bianco · e2 cavallo del bianco | c5 re del nero · d5 pedone del nero · e5 pedone del nero · b2 re del bianco · d2 cavallo del bianco · e2 cavallo del bianco | c5 re del nero · d5 pedone del nero · e5 pedone del nero · b2 re del bianco · d2 cavallo del bianco · e2 cavallo del bianco | c5 re del nero · d5 pedone del nero · e5 pedone del nero · b2 re del bianco · d2 cavallo del bianco · e2 cavallo del bianco | c5 re del nero · d5 pedone del nero · e5 pedone del nero · b2 re del bianco · d2 cavallo del bianco · e2 cavallo del bianco | c5 re del nero · d5 pedone del nero · e5 pedone del nero · b2 re del bianco · d2 cavallo del bianco · e2 cavallo del bianco | 7 |
| 6 | c5 re del nero · d5 pedone del nero · e5 pedone del nero · b2 re del bianco · d2 cavallo del bianco · e2 cavallo del bianco | c5 re del nero · d5 pedone del nero · e5 pedone del nero · b2 re del bianco · d2 cavallo del bianco · e2 cavallo del bianco | c5 re del nero · d5 pedone del nero · e5 pedone del nero · b2 re del bianco · d2 cavallo del bianco · e2 cavallo del bianco | c5 re del nero · d5 pedone del nero · e5 pedone del nero · b2 re del bianco · d2 cavallo del bianco · e2 cavallo del bianco | c5 re del nero · d5 pedone del nero · e5 pedone del nero · b2 re del bianco · d2 cavallo del bianco · e2 cavallo del bianco | c5 re del nero · d5 pedone del nero · e5 pedone del nero · b2 re del bianco · d2 cavallo del bianco · e2 cavallo del bianco | c5 re del nero · d5 pedone del nero · e5 pedone del nero · b2 re del bianco · d2 cavallo del bianco · e2 cavallo del bianco | c5 re del nero · d5 pedone del nero · e5 pedone del nero · b2 re del bianco · d2 cavallo del bianco · e2 cavallo del bianco | 6 |
| 5 | c5 re del nero · d5 pedone del nero · e5 pedone del nero · b2 re del bianco · d2 cavallo del bianco · e2 cavallo del bianco | c5 re del nero · d5 pedone del nero · e5 pedone del nero · b2 re del bianco · d2 cavallo del bianco · e2 cavallo del bianco | c5 re del nero · d5 pedone del nero · e5 pedone del nero · b2 re del bianco · d2 cavallo del bianco · e2 cavallo del bianco | c5 re del nero · d5 pedone del nero · e5 pedone del nero · b2 re del bianco · d2 cavallo del bianco · e2 cavallo del bianco | c5 re del nero · d5 pedone del nero · e5 pedone del nero · b2 re del bianco · d2 cavallo del bianco · e2 cavallo del bianco | c5 re del nero · d5 pedone del nero · e5 pedone del nero · b2 re del bianco · d2 cavallo del bianco · e2 cavallo del bianco | c5 re del nero · d5 pedone del nero · e5 pedone del nero · b2 re del bianco · d2 cavallo del bianco · e2 cavallo del bianco | c5 re del nero · d5 pedone del nero · e5 pedone del nero · b2 re del bianco · d2 cavallo del bianco · e2 cavallo del bianco | 5 |
| 4 | c5 re del nero · d5 pedone del nero · e5 pedone del nero · b2 re del bianco · d2 cavallo del bianco · e2 cavallo del bianco | c5 re del nero · d5 pedone del nero · e5 pedone del nero · b2 re del bianco · d2 cavallo del bianco · e2 cavallo del bianco | c5 re del nero · d5 pedone del nero · e5 pedone del nero · b2 re del bianco · d2 cavallo del bianco · e2 cavallo del bianco | c5 re del nero · d5 pedone del nero · e5 pedone del nero · b2 re del bianco · d2 cavallo del bianco · e2 cavallo del bianco | c5 re del nero · d5 pedone del nero · e5 pedone del nero · b2 re del bianco · d2 cavallo del bianco · e2 cavallo del bianco | c5 re del nero · d5 pedone del nero · e5 pedone del nero · b2 re del bianco · d2 cavallo del bianco · e2 cavallo del bianco | c5 re del nero · d5 pedone del nero · e5 pedone del nero · b2 re del bianco · d2 cavallo del bianco · e2 cavallo del bianco | c5 re del nero · d5 pedone del nero · e5 pedone del nero · b2 re del bianco · d2 cavallo del bianco · e2 cavallo del bianco | 4 |
| 3 | c5 re del nero · d5 pedone del nero · e5 pedone del nero · b2 re del bianco · d2 cavallo del bianco · e2 cavallo del bianco | c5 re del nero · d5 pedone del nero · e5 pedone del nero · b2 re del bianco · d2 cavallo del bianco · e2 cavallo del bianco | c5 re del nero · d5 pedone del nero · e5 pedone del nero · b2 re del bianco · d2 cavallo del bianco · e2 cavallo del bianco | c5 re del nero · d5 pedone del nero · e5 pedone del nero · b2 re del bianco · d2 cavallo del bianco · e2 cavallo del bianco | c5 re del nero · d5 pedone del nero · e5 pedone del nero · b2 re del bianco · d2 cavallo del bianco · e2 cavallo del bianco | c5 re del nero · d5 pedone del nero · e5 pedone del nero · b2 re del bianco · d2 cavallo del bianco · e2 cavallo del bianco | c5 re del nero · d5 pedone del nero · e5 pedone del nero · b2 re del bianco · d2 cavallo del bianco · e2 cavallo del bianco | c5 re del nero · d5 pedone del nero · e5 pedone del nero · b2 re del bianco · d2 cavallo del bianco · e2 cavallo del bianco | 3 |
| 2 | c5 re del nero · d5 pedone del nero · e5 pedone del nero · b2 re del bianco · d2 cavallo del bianco · e2 cavallo del bianco | c5 re del nero · d5 pedone del nero · e5 pedone del nero · b2 re del bianco · d2 cavallo del bianco · e2 cavallo del bianco | c5 re del nero · d5 pedone del nero · e5 pedone del nero · b2 re del bianco · d2 cavallo del bianco · e2 cavallo del bianco | c5 re del nero · d5 pedone del nero · e5 pedone del nero · b2 re del bianco · d2 cavallo del bianco · e2 cavallo del bianco | c5 re del nero · d5 pedone del nero · e5 pedone del nero · b2 re del bianco · d2 cavallo del bianco · e2 cavallo del bianco | c5 re del nero · d5 pedone del nero · e5 pedone del nero · b2 re del bianco · d2 cavallo del bianco · e2 cavallo del bianco | c5 re del nero · d5 pedone del nero · e5 pedone del nero · b2 re del bianco · d2 cavallo del bianco · e2 cavallo del bianco | c5 re del nero · d5 pedone del nero · e5 pedone del nero · b2 re del bianco · d2 cavallo del bianco · e2 cavallo del bianco | 2 |
| 1 | c5 re del nero · d5 pedone del nero · e5 pedone del nero · b2 re del bianco · d2 cavallo del bianco · e2 cavallo del bianco | c5 re del nero · d5 pedone del nero · e5 pedone del nero · b2 re del bianco · d2 cavallo del bianco · e2 cavallo del bianco | c5 re del nero · d5 pedone del nero · e5 pedone del nero · b2 re del bianco · d2 cavallo del bianco · e2 cavallo del bianco | c5 re del nero · d5 pedone del nero · e5 pedone del nero · b2 re del bianco · d2 cavallo del bianco · e2 cavallo del bianco | c5 re del nero · d5 pedone del nero · e5 pedone del nero · b2 re del bianco · d2 cavallo del bianco · e2 cavallo del bianco | c5 re del nero · d5 pedone del nero · e5 pedone del nero · b2 re del bianco · d2 cavallo del bianco · e2 cavallo del bianco | c5 re del nero · d5 pedone del nero · e5 pedone del nero · b2 re del bianco · d2 cavallo del bianco · e2 cavallo del bianco | c5 re del nero · d5 pedone del nero · e5 pedone del nero · b2 re del bianco · d2 cavallo del bianco · e2 cavallo del bianco | 1 |
|   | a | b | c | d | e | f | g | h |   |

I cavalli possono vincere in alcuni casi anche quando l'avversario ha più pedoni a disposizione: la strategia consiste nel bloccarli con i cavalli, e poi catturarli tutti ad eccezione di uno, necessario per ottenere la vittoria. Nel caso di quattro pedoni connessi (cioè su colonne contigue), i cavalli non possono tuttavia impiantare un blocco efficace, rendendo quindi la posizione patta. Cinque o più pedoni, invece, generalmente hanno partita vinta contro i cavalli.

## Studi
|   | a | b | c | d | e | f | g | h |   |
| 8 | b8 cavallo del nero · e8 re del nero · g8 re del bianco · h7 torre del bianco · e5 cavallo del bianco · g4 cavallo del bianco | b8 cavallo del nero · e8 re del nero · g8 re del bianco · h7 torre del bianco · e5 cavallo del bianco · g4 cavallo del bianco | b8 cavallo del nero · e8 re del nero · g8 re del bianco · h7 torre del bianco · e5 cavallo del bianco · g4 cavallo del bianco | b8 cavallo del nero · e8 re del nero · g8 re del bianco · h7 torre del bianco · e5 cavallo del bianco · g4 cavallo del bianco | b8 cavallo del nero · e8 re del nero · g8 re del bianco · h7 torre del bianco · e5 cavallo del bianco · g4 cavallo del bianco | b8 cavallo del nero · e8 re del nero · g8 re del bianco · h7 torre del bianco · e5 cavallo del bianco · g4 cavallo del bianco | b8 cavallo del nero · e8 re del nero · g8 re del bianco · h7 torre del bianco · e5 cavallo del bianco · g4 cavallo del bianco | b8 cavallo del nero · e8 re del nero · g8 re del bianco · h7 torre del bianco · e5 cavallo del bianco · g4 cavallo del bianco | 8 |
| 7 | b8 cavallo del nero · e8 re del nero · g8 re del bianco · h7 torre del bianco · e5 cavallo del bianco · g4 cavallo del bianco | b8 cavallo del nero · e8 re del nero · g8 re del bianco · h7 torre del bianco · e5 cavallo del bianco · g4 cavallo del bianco | b8 cavallo del nero · e8 re del nero · g8 re del bianco · h7 torre del bianco · e5 cavallo del bianco · g4 cavallo del bianco | b8 cavallo del nero · e8 re del nero · g8 re del bianco · h7 torre del bianco · e5 cavallo del bianco · g4 cavallo del bianco | b8 cavallo del nero · e8 re del nero · g8 re del bianco · h7 torre del bianco · e5 cavallo del bianco · g4 cavallo del bianco | b8 cavallo del nero · e8 re del nero · g8 re del bianco · h7 torre del bianco · e5 cavallo del bianco · g4 cavallo del bianco | b8 cavallo del nero · e8 re del nero · g8 re del bianco · h7 torre del bianco · e5 cavallo del bianco · g4 cavallo del bianco | b8 cavallo del nero · e8 re del nero · g8 re del bianco · h7 torre del bianco · e5 cavallo del bianco · g4 cavallo del bianco | 7 |
| 6 | b8 cavallo del nero · e8 re del nero · g8 re del bianco · h7 torre del bianco · e5 cavallo del bianco · g4 cavallo del bianco | b8 cavallo del nero · e8 re del nero · g8 re del bianco · h7 torre del bianco · e5 cavallo del bianco · g4 cavallo del bianco | b8 cavallo del nero · e8 re del nero · g8 re del bianco · h7 torre del bianco · e5 cavallo del bianco · g4 cavallo del bianco | b8 cavallo del nero · e8 re del nero · g8 re del bianco · h7 torre del bianco · e5 cavallo del bianco · g4 cavallo del bianco | b8 cavallo del nero · e8 re del nero · g8 re del bianco · h7 torre del bianco · e5 cavallo del bianco · g4 cavallo del bianco | b8 cavallo del nero · e8 re del nero · g8 re del bianco · h7 torre del bianco · e5 cavallo del bianco · g4 cavallo del bianco | b8 cavallo del nero · e8 re del nero · g8 re del bianco · h7 torre del bianco · e5 cavallo del bianco · g4 cavallo del bianco | b8 cavallo del nero · e8 re del nero · g8 re del bianco · h7 torre del bianco · e5 cavallo del bianco · g4 cavallo del bianco | 6 |
| 5 | b8 cavallo del nero · e8 re del nero · g8 re del bianco · h7 torre del bianco · e5 cavallo del bianco · g4 cavallo del bianco | b8 cavallo del nero · e8 re del nero · g8 re del bianco · h7 torre del bianco · e5 cavallo del bianco · g4 cavallo del bianco | b8 cavallo del nero · e8 re del nero · g8 re del bianco · h7 torre del bianco · e5 cavallo del bianco · g4 cavallo del bianco | b8 cavallo del nero · e8 re del nero · g8 re del bianco · h7 torre del bianco · e5 cavallo del bianco · g4 cavallo del bianco | b8 cavallo del nero · e8 re del nero · g8 re del bianco · h7 torre del bianco · e5 cavallo del bianco · g4 cavallo del bianco | b8 cavallo del nero · e8 re del nero · g8 re del bianco · h7 torre del bianco · e5 cavallo del bianco · g4 cavallo del bianco | b8 cavallo del nero · e8 re del nero · g8 re del bianco · h7 torre del bianco · e5 cavallo del bianco · g4 cavallo del bianco | b8 cavallo del nero · e8 re del nero · g8 re del bianco · h7 torre del bianco · e5 cavallo del bianco · g4 cavallo del bianco | 5 |
| 4 | b8 cavallo del nero · e8 re del nero · g8 re del bianco · h7 torre del bianco · e5 cavallo del bianco · g4 cavallo del bianco | b8 cavallo del nero · e8 re del nero · g8 re del bianco · h7 torre del bianco · e5 cavallo del bianco · g4 cavallo del bianco | b8 cavallo del nero · e8 re del nero · g8 re del bianco · h7 torre del bianco · e5 cavallo del bianco · g4 cavallo del bianco | b8 cavallo del nero · e8 re del nero · g8 re del bianco · h7 torre del bianco · e5 cavallo del bianco · g4 cavallo del bianco | b8 cavallo del nero · e8 re del nero · g8 re del bianco · h7 torre del bianco · e5 cavallo del bianco · g4 cavallo del bianco | b8 cavallo del nero · e8 re del nero · g8 re del bianco · h7 torre del bianco · e5 cavallo del bianco · g4 cavallo del bianco | b8 cavallo del nero · e8 re del nero · g8 re del bianco · h7 torre del bianco · e5 cavallo del bianco · g4 cavallo del bianco | b8 cavallo del nero · e8 re del nero · g8 re del bianco · h7 torre del bianco · e5 cavallo del bianco · g4 cavallo del bianco | 4 |
| 3 | b8 cavallo del nero · e8 re del nero · g8 re del bianco · h7 torre del bianco · e5 cavallo del bianco · g4 cavallo del bianco | b8 cavallo del nero · e8 re del nero · g8 re del bianco · h7 torre del bianco · e5 cavallo del bianco · g4 cavallo del bianco | b8 cavallo del nero · e8 re del nero · g8 re del bianco · h7 torre del bianco · e5 cavallo del bianco · g4 cavallo del bianco | b8 cavallo del nero · e8 re del nero · g8 re del bianco · h7 torre del bianco · e5 cavallo del bianco · g4 cavallo del bianco | b8 cavallo del nero · e8 re del nero · g8 re del bianco · h7 torre del bianco · e5 cavallo del bianco · g4 cavallo del bianco | b8 cavallo del nero · e8 re del nero · g8 re del bianco · h7 torre del bianco · e5 cavallo del bianco · g4 cavallo del bianco | b8 cavallo del nero · e8 re del nero · g8 re del bianco · h7 torre del bianco · e5 cavallo del bianco · g4 cavallo del bianco | b8 cavallo del nero · e8 re del nero · g8 re del bianco · h7 torre del bianco · e5 cavallo del bianco · g4 cavallo del bianco | 3 |
| 2 | b8 cavallo del nero · e8 re del nero · g8 re del bianco · h7 torre del bianco · e5 cavallo del bianco · g4 cavallo del bianco | b8 cavallo del nero · e8 re del nero · g8 re del bianco · h7 torre del bianco · e5 cavallo del bianco · g4 cavallo del bianco | b8 cavallo del nero · e8 re del nero · g8 re del bianco · h7 torre del bianco · e5 cavallo del bianco · g4 cavallo del bianco | b8 cavallo del nero · e8 re del nero · g8 re del bianco · h7 torre del bianco · e5 cavallo del bianco · g4 cavallo del bianco | b8 cavallo del nero · e8 re del nero · g8 re del bianco · h7 torre del bianco · e5 cavallo del bianco · g4 cavallo del bianco | b8 cavallo del nero · e8 re del nero · g8 re del bianco · h7 torre del bianco · e5 cavallo del bianco · g4 cavallo del bianco | b8 cavallo del nero · e8 re del nero · g8 re del bianco · h7 torre del bianco · e5 cavallo del bianco · g4 cavallo del bianco | b8 cavallo del nero · e8 re del nero · g8 re del bianco · h7 torre del bianco · e5 cavallo del bianco · g4 cavallo del bianco | 2 |
| 1 | b8 cavallo del nero · e8 re del nero · g8 re del bianco · h7 torre del bianco · e5 cavallo del bianco · g4 cavallo del bianco | b8 cavallo del nero · e8 re del nero · g8 re del bianco · h7 torre del bianco · e5 cavallo del bianco · g4 cavallo del bianco | b8 cavallo del nero · e8 re del nero · g8 re del bianco · h7 torre del bianco · e5 cavallo del bianco · g4 cavallo del bianco | b8 cavallo del nero · e8 re del nero · g8 re del bianco · h7 torre del bianco · e5 cavallo del bianco · g4 cavallo del bianco | b8 cavallo del nero · e8 re del nero · g8 re del bianco · h7 torre del bianco · e5 cavallo del bianco · g4 cavallo del bianco | b8 cavallo del nero · e8 re del nero · g8 re del bianco · h7 torre del bianco · e5 cavallo del bianco · g4 cavallo del bianco | b8 cavallo del nero · e8 re del nero · g8 re del bianco · h7 torre del bianco · e5 cavallo del bianco · g4 cavallo del bianco | b8 cavallo del nero · e8 re del nero · g8 re del bianco · h7 torre del bianco · e5 cavallo del bianco · g4 cavallo del bianco | 1 |
|   | a | b | c | d | e | f | g | h |   |

La possibilità di dare scacco matto con i due cavalli sul bordo della scacchiera è alla base di alcuni studi.
Ad esempio, in questa composizione di Alfred de Musset del 1849, Il Bianco vince con la sequenza
1. Td7 Cxd7
2. Cc6 C~ (cioè qualsiasi mossa)
3. Cf6#